# نمل

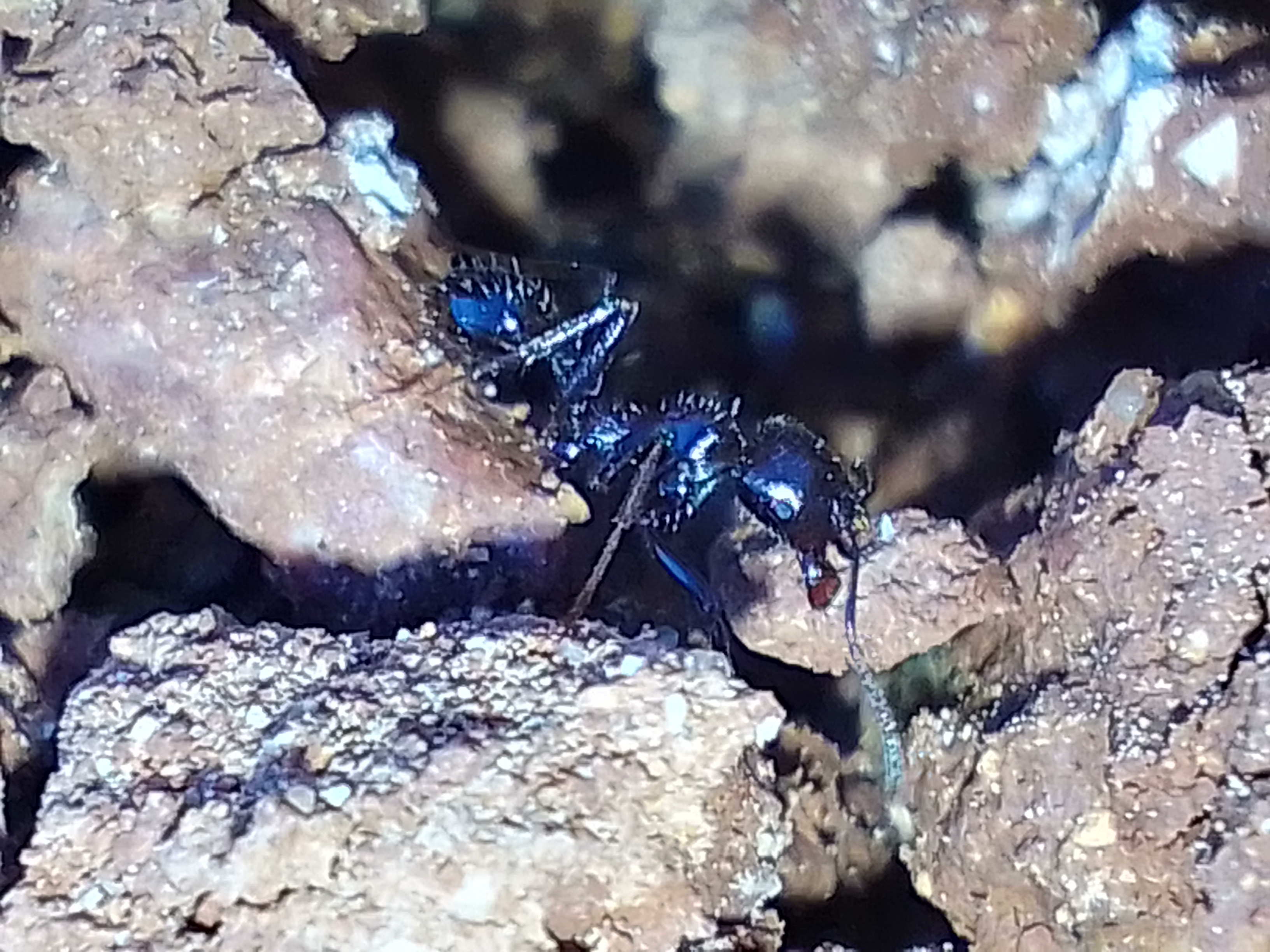
نملة سوداء

النمل حشرات اجتماعية تنتمي إلى فصيلة النمليات (الاسم العلمي: Formicidae)، من رتبة غشائيات الأجنحة نفس الرتبة التي تنتمي إليها كل من الدبابير والنحل. تطور النمل من أسلاف أشباه الدبابير خلال العصر الطباشيري (قبل حوالي 99 مليون سنة). تم تصنيف أكثر من 13,800 نوع من إجمالي 22,000 نوع. ويمكن التعرف عليها بسهولة من خلال قرون الاستشعار المرفقية ومن تركيبة أشباه العقد المتميزة التي تشكل خصرها النحيل.
يشكل النمل مستعمرات تتكون من عشرات الأفراد المفترسة التي تعيش في تجاويف طبيعية صغيرة في مستعمرات منظمة جدا والتي قد تحتل مساحات شاسعة من الأراضي، وتتألف من ملايين الأفراد، وتتكون المستعمرات الكبيرة في الغالب من طبقات مختلفة من الإناث العقيمات الغير مجنحة والتي تشكل طبقة «عاملات» و «جنود»، أو مجموعات متخصصة أخرى. ويوجد في جميع مستعمرات النمل أحيانًا بعض الذكور للتلقيح ويوجد فيها أيضًا أنثى واحدة أو أكثر تكون جاهزة للتلقيح وتسمى «الملكة»، وتوصف المستعمرات بالكائن الخارق؛ لأن النمل يعمل ككيان موحد، وبشكل جماعي لدعم المستعمرة.
وقد استعمر النمل كل بقاع الأرض تقريبا، إلا القارة القطبية الجنوبية وبعض الجزر النائية أو غير المضيافة، ويزدهر النمل في معظم النظم الإيكولوجية ويمكن أن يشكل 15-25% من الكتلة الحيوية للطيور والثدييات البرية. ويعزى نجاحها في بيئاتها المتعددة إلى تنظيمها الاجتماعي وقدرتها على تعديل الموائل، والاستفادة من الموارد، والدفاع عن أنفسها، وقد أدى طول تطورها المشترك مع الأنواع الأخرى إلى التنكر، والمعايشة، والتطفل، وعلاقات التقايض.
لدى مجتمعات النمل تقسيم عمل، وتواصل بين أفراده، وقدرة على حل المشاكل المعقدة. وكان هذا التشابه مع المجتمعات البشرية مصدر إلهام وموضوع للدراسة منذ فترة طويلة. وقد استفادت بعض الثقافات البشرية من النمل في المطبخ، والطب، والطقوس، ولبعض الأنواع دور كبير كعامل في مكافحة الآفات بيولوجيا، ومع ذلك فقد تؤدي قدرة النمل في استغلال الموارد بأن يصبح في صراع مع البشر؛ لأنها قد تضر المحاصيل وتغزو المباني، وتعتبر بعض الأنواع مثل النمل الناري الأحمر المستورد (Solenopsis invicta) من أمريكا الجنوبية أنواعا مجتاحة، وتستقر في المناطق التي دخلت إليها بالخطأ.

## تأثيل

### العربي
يقولُ ابن منظور في لسان العرب:
.

ذكر ابن فارس في كتاب مقاييس اللغة عن النمل:

وذكر في المعجم الوسيط:

### الإنجليزي واللاتيني
كلمة "ant" والكلمة القديمة "emmet" مشتقة من الإنجليزية الوسطى "ante، emete"، والتي أتت من الإنجليزية القديمة "īmette"؛ وجميعها اشتقت من السكسونية الدنيا "e(e)mt, empe" والضروب "emeta" السكسونية القديمة والألمانية "Ameise" (الألمانية العليا القديمة "āmeiza"). وجميع هذه الكلمات أتت من الجرمانية الغربية"ǣmaitjōn"، والمعنى الأصلي للكلمة هو "العضاض" (من اللغة الجرمانية البدائية "ai-"="بعيدا" + "mait-"="قطع").
اسم الفصيلة "Formicidae" مشتق من الكلمة اللاتينية "formīca" ("النملة") والتي اشتقت منها الكلمات في اللغات الرومانسية الأخرى، مثل البرتغالية "formiga"، والإيطالية "furnică"، والإسبانية "hormiga"، والرومانية "furnică"، والفرنسية "fourmi ". تم الافتراض أن الكلمة الهندية الأوروبية البدائية "morwi-" كانت أصل الكلمة السنسكريتية "vamrah"، اليونانية "μύρμηξ mýrmēx"، الكنيسة السلافية القديمة "mraviji"، الأيرلندية القديمة "moirb"، النوردية القديمة "maurr"، الهولندية "mier"، السويدية "myra"، الدنماركي "myre"، الهولندية الوسطى "miere"، والقرم القوطية "miera".

## التصنيف والتطور
تنتمي فصيلة النمليات إلى رتبة غشائيات الأجنحة، والتي تشمل أيضًا الدبور المنشاري والنحل والدبابير. تطور النمل من سلالة الدبابير ذوات الحمة، وتشير دراسة أجريت عام 2013 إلى أنهم مجموعة شقيقة للفصيلة العليا النحليات. في عام 1966، حدد إدوارد ويلسون وزملاؤه البقايا الأحفورية نمل زنبوري (Sphecomyrma) عاشت في العصر الطباشيري. العينة المحاصرة في الكهرمان والتي يعود تاريخها إلى حوالي 92 مليون سنة مضت، لها سمات موجودة في بعض الدبابير، ولكنها غير موجودة في النمل الحديث. وتعود أقدم حفريات للنمل إلى منتصف العصر الطباشيري، منذ حوالي 100 مليون سنة، والتي تنتمي إلى مجموعات جذعية منقرضة مثل نملاوات الجحيم، ونملاوات الحديد البكر، والنملاوات الزنبورية، مع ظهور فصائل النمل الفرعية الحديثة في نهاية العصر الطباشيري حوالي 80-70 مليون سنة مضت. وقد تنوع النمل على نطاق واسع خلال ثورة كاسيات البذور الأرضية وتولى الهيمنة البيئية منذ حوالي 60 مليون سنة. يُقترح أن بعض المجموعات، مثل الحذالاوات والنملاوات المريخية قد تنوعت من النمل البدائي المبكر الذي من المحتمل أن يكون مفترسًا تحت سطح التربة.

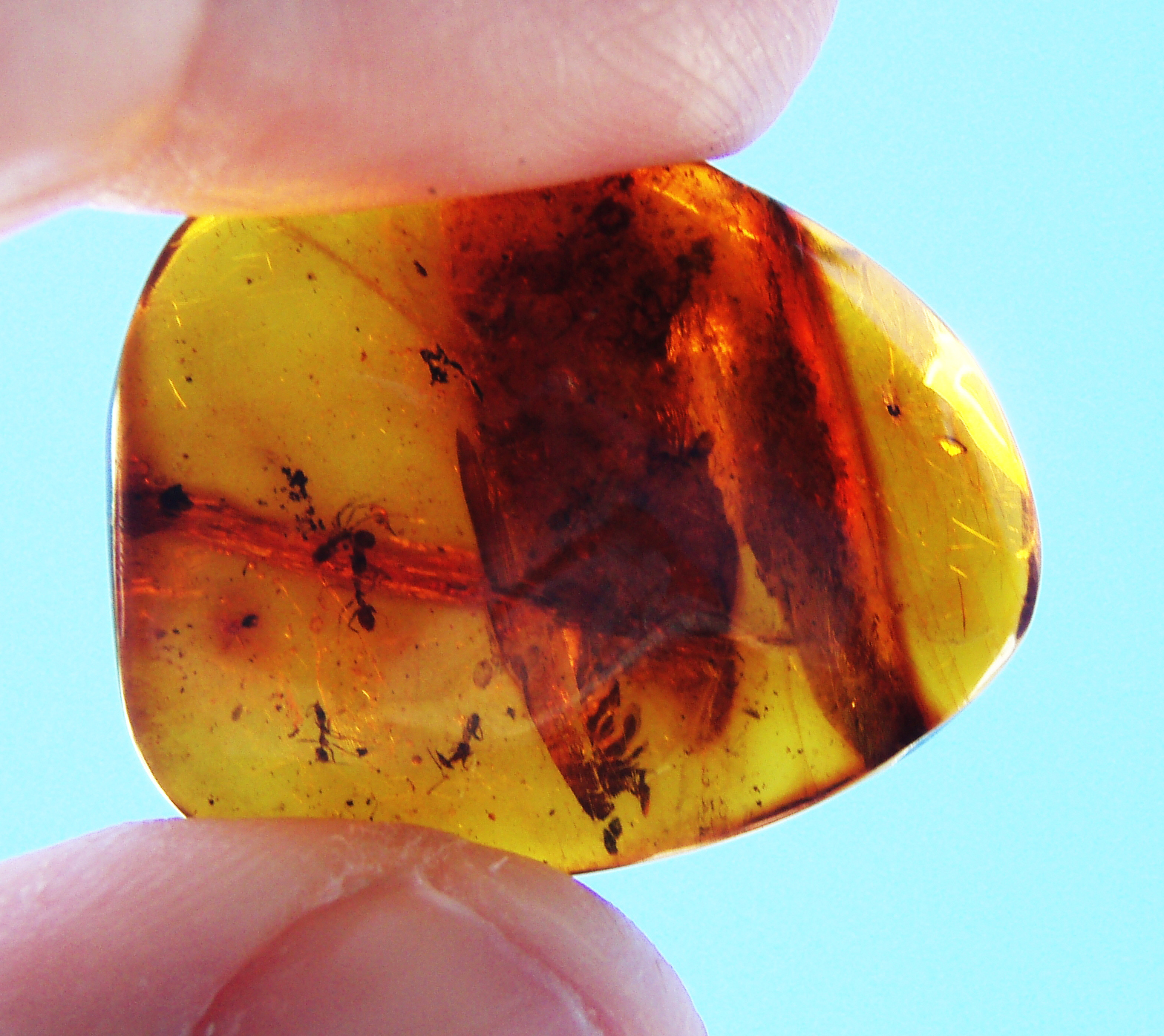
نملة متحجرة في الكهرمان البلطيقي

خلال العصر الطباشيري، أنتشرت أنواع قليلة من النمل البدائي في القارة اللوراسية العملاقة (نصف الأرض الشمالي). ووصفها في السجل الأحفوري ضعيف، مقارنة بأعداد الحشرات الأخرى، حيث تمثل حوالي 1% فقط من الأدلة الأحفورية للحشرات في ذلك العصر. في بداية العصر الباليوجيني أصبح النمل هو المهيمن بعد التشعب التكيفي. وبحلول العصر الأوليغوسيني والميوسيني، أصبح النمل يمثل 20-40% من جميع الحشرات الموجودة في الرواسب الأحفورية الرئيسية. ومن بين الأنواع التي عاشت في الفترة الإيوسينية، يعيش حوالي واحد من كل 10 أجناس تعيش في الوقت الحاضر. تشتمل الأجناس الباقية اليوم على 56% من الأجناس الموجودة في حفريات الكهرمان البلطيقي (أوائل العصر الأوليغوسيني)، و92% من الأجناس الموجودة في حفريات الكهرمان الدومينيكاني (على ما يبدو أوائل العصر الميوسيني).
تعيش الأرضة في مستعمرات ويُطلق عليها أحيانًا اسم "النمل الأبيض"، لكن النمل الأبيض لا يرتبط بالنمل إلا بشكل بعيد. فهي من الرتبة الفرعية "متساويات الأجنحة"، وتشكل مع الصراصير رتبة الصرصوريات. ترتبط الصرصوريات بالسراعيف والجداجد والحشرات المجنحة الأخرى التي لا تخضع للتطور الكامل. الأرضة اجتماعية مثل النمل، لديها العاملات، لكنها تختلفن بشكل كبير في التركيب الوراثيّ للتكاثر. ويعود سبب التشابه في بنيتها الاجتماعية مع بنية النمل إلى التطور التقاربي. والنمل المخملي يشبه النمل الكبير، لكنه من الدبابير العديمة الأجنحة.

## التوزيع والتنوع
| منطقة                         | عدد الأنواع |
| ----------------------------- | ----------- |
| الإقليم المداري الجديد        | 2,162       |
| الإقليم القطبي الشمالي الجديد | 580         |
| أوروبا                        | 180         |
| إفريقيا                       | 2,500       |
| آسيا                          | 2,080       |
| ميلانيزيا                     | 275         |
| أستراليا                      | 985         |
| بولنيزيا                      | 42          |

النمل لديه توزيع عالمي. فهي متواجدة في جميع القارات باستثناء القارة القطبية الجنوبية. وعدد قليل من الجزر الكبيرة، مثل جرينلاند وآيسلندا وأجزاء من بولنيزيا وجزر هاواي تفتقر إلى أنواع النمل المحلية. يحتل النمل مجموعة واسعة من المكامن البيئية ويستغل العديد من الموارد الغذائية المختلفة بشكل مباشر أو غير مباشر كعاشبة أو لاحمة أو مقتاتة. معظم أنواع النمل هي قارتة عامة أي نباتية ولاحمة معا، ولكن القليل منها متخصصة في التغذية. هناك تباين كبير في وفرة النمل في الموائل، حيث تصل ذروتها في المناطق الاستوائية الرطبة إلى ما يقرب من ستة أضعاف الموجودة في الموائل الأقل ملاءمة. تم فحص هيمنتها البيئية بشكل أساسي باستخدام تقديرات الكتلة الحيوية: في عام 2009 قدر عالم النمل "إدوارد أوسبورن ويلسون" أن العدد الإجمالي للنمل في أي وقت كان يتراوح بين واحد إلى عشرة كوادريليون (أي بين 1015 و1016) وباستخدام هذا التقدير كان قد اقترح أن الكتلة الحيوية الإجمالية لجميع النمل في العالم كانت مساوية تقريبًا للكتلة الحيوية الإجمالية للجنس البشري بأكمله. تشير تقديرات أكثر دقة أجريت في عام 2022 والتي أخذت بالاعتبار الاختلافات الإقليمية إلى أن مساهمة النمل العالمية تبلغ 12 ميجا طن من الكربون الجاف، وهو ما يمثل حوالي 20٪ من إجمالي المساهمة البشرية، ولكنها أكبر من مساهمة الطيور والثدييات البرية مجتمعة. تضع هذه الدراسة أيضًا تقدير تَحَفُّظِيّ للنمل بحوالي 20 × 15 (20 كوادريليون).
يتراوح حجم النمل من 0.75 إلى 52 ملم، وأكبر الأنواع هي أحفورة النمل الضخم (Titanomyrma giganteum)، التي يبلغ طول الملكة منها 6 سم وطول جناحيها 15 سم. يختلف النمل في اللون؛ معظم النمل لونه أصفر إلى أحمر أو بني إلى أسود، لكن بعض الأنواع يكون لونها أخضر وبعض الأنواع الاستوائية لها بريق معدني. يُعرف حاليًا أكثر من 13,800 نوع (مع تقديرات أعلى لاحتمال وجود حوالي 22,000 نوع؛ راجع المقالة قائمة أجناس النمل)، مع تنوع أكبر في المناطق الاستوائية. وتستمر الدراسات التصنيفية في حل تصنيف النمل ونظمه. تساعد قواعد البيانات المتوفرة على الإنترنت الخاصة بأنواع النمل، مثل موقع AntWeb و Hymenoptera Name Server على تتبع الأنواع المعروفة والموصوفة حديثًا. والسهولة النسبية التي يمكن بها أخذ عينات من النمل ودراستها في النظم البيئية جعلتها مفيدة كمؤشرات بيولوجية في دراسات التنوع البيولوجي.

## التركيب

رسم تخطيطي للنملة العاملة (Neoponera verenae)

يتميز النمل في شكله عن الحشرات الأخرى بامتلاكه قرنا استشعار ركبية (مرفقية)، وغدد جنبية، وتخصر قوي من جزء البطن الثاني إلى سويقات تشبه العقدة. الرأس، والمنطقة الوسطى، والمنطقة الخلفية هي أجزاء الجسم الثلاثة المميزة (رسميًا طقم). تشكل السويقات خصرًا نحيلا بين المنطقة الوسطى (الصدر بالإضافة إلى الجزء الأول من البطن، المندمج معه) والمعدة (البطن باستثناء أجزاء البطن في السويقات). يمكن أن تتكون السويقة من عقدة واحدة أو عقدتين (الثانية وحدها، أو الجزء البطني الثاني والثالث).  يمكن أن يحدث الاندماج القصي، عندما تندمج الصفيحة البطنية والظهرية معًا، سواء كان جزئيًا أو كليًا في الجزء الثاني والثالث والرابع من البطن ويستخدم في تحديد النوع. تم استخدام الاندماج البطني القصي الرابع سابقًا كصفة تحدد الفصائل الفرعية من أشباه البونيرا، والبونيراوات وأقاربها داخل فرعها الحيوي، لكن هذا لم يعد يعتبر صفة تواسم مشتق متماثل.
وكما في مفصليات الأرجل الأخرى، فإن النمل يمتلك هيكلًا خارجيًا، وهو غطاء خارجي يوفر غلافًا وقائيًا حول الجسم ونقطة ربط للعضلات، على عكس الهيكل العظمي الداخلي للإنسان والفقاريات الأخرى. الحشرات ليس لها رئتان؛ يمر الأكسجين والغازات الأخرى كثاني أكسيد الكربون عبر هيكلها الخارجي عبر صمامات صغيرة تسمى متنفسات. كما تفتقر الحشرات إلى الأوعية الدموية المغلقة؛ وبدلاً من ذلك، لديها أنبوب طويل ورفيع ومثقوب على طول الجزء العلوي من الجسم (يُسمى "الأبهر الظهري") ويعمل مثل القلب، ويضخ الدملمف باتجاه الرأس، وبالتالي يحرك الدورة الدموية للسوائل الداخلية. يتكون الجهاز العصبي من حبل عصبي بطني يمتد على طول الجسم، مع عقد متعددة وفروع على طول الطريق تصل إلى أطراف الزوائد.

### الرأس

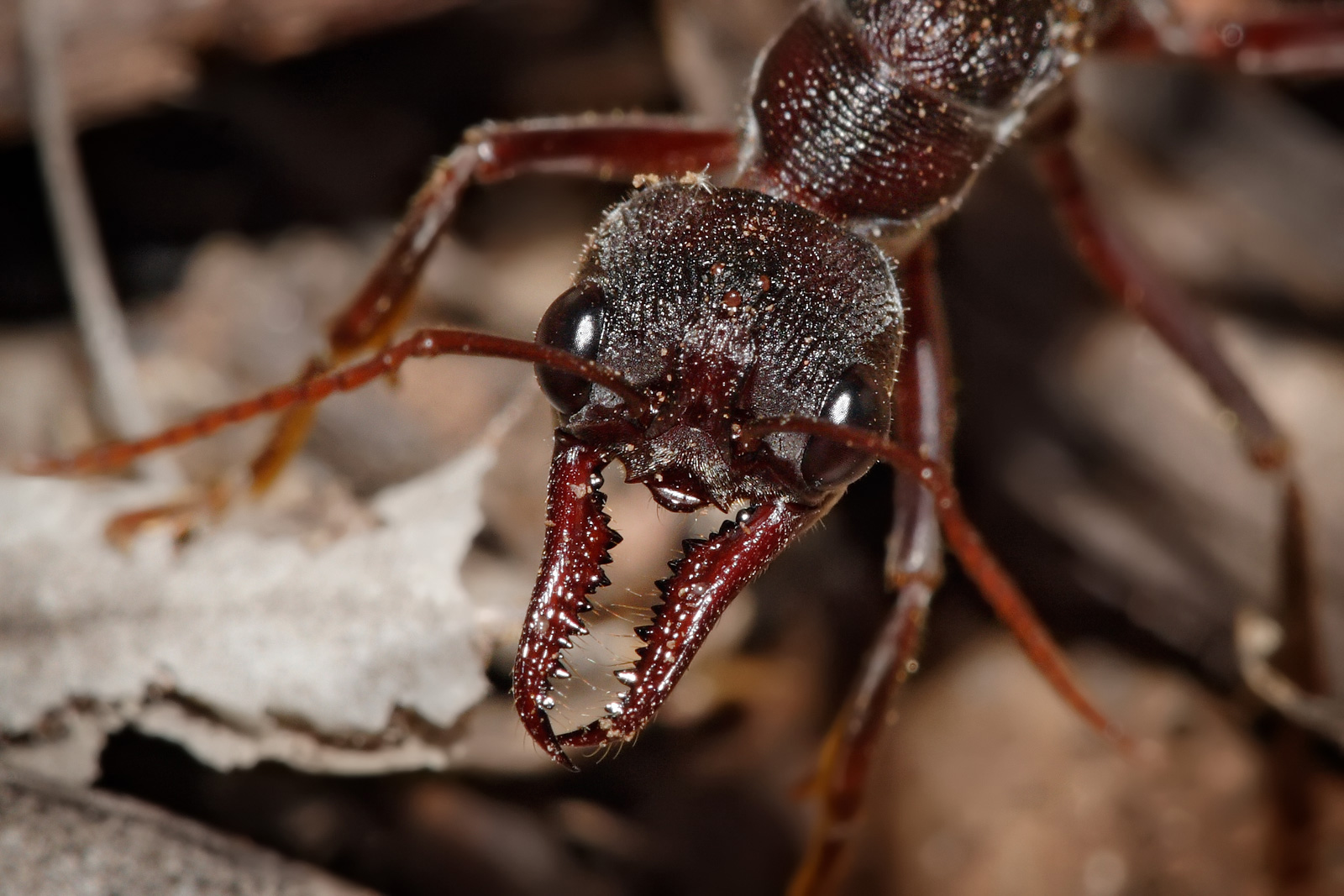
صورة نمل الثور تبين فيها الفك السفلي القوي والعيون المركبة الكبيرة التي توفر رؤية ممتازة

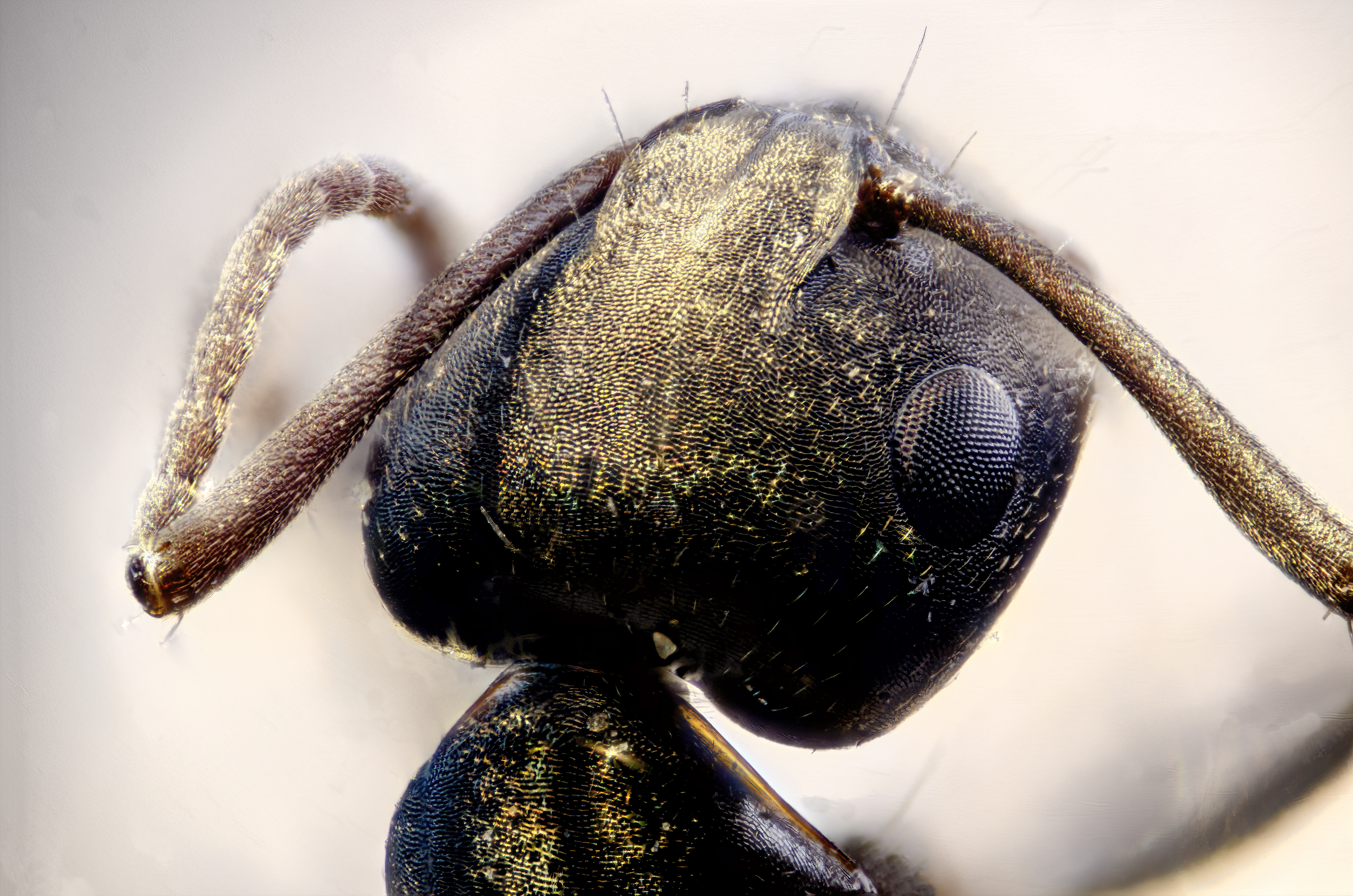
رأس نملة

يحتوي رأس النملة على أعضاء حسية عديدة. وكمعظم الحشرات، فإن للنمل عيون مركبة تتكون من عدسات صغيرة عديدة متصلة ببعضها البعض. عيون النمل جيدة للكشف عن الحركة الحادة، ولكنها لا تقدم صورة عالية الدقة. لديهم أيضًا ثلاث عوينات (عيون بسيطة) في الجزء العلوي من الرأس تكتشف مستوى الضوء والاستقطاب. بالمقارنة مع الفقاريات، فالبصر عند النمل أكثر ضبابية، خاصة في الأنواع الصغيرة، وعدد قليل من الأصناف الموجودة تحت الأرض تكون عمياء تمامًا. ومع ذلك، فإن بعض النمل، مثل نمل الثور الأسترالي، يتمتع برؤية ممتازة وقادر على تمييز المسافة وحجم الأشياء التي تتحرك على بعد متر تقريبًا.
اثنان من قرون الاستشعار ("المجسات") متصلة بالرأس؛ تكتشف هذه الأعضاء المواد الكيميائية، والتيارات الهوائية، والاهتزازات؛ كما أنها تستخدم لإرسال واستقبال الإشارات من خلال اللمس. يمتلك الرأس فكين قويين، يستخدم الفك السفلي لحمل الطعام والتعامل مع الأشياء وبناء الأعشاش والدفاع. في بعض الأنواع، يوجد جيب صغير (غرفة تحت الشدق) داخل الفم لتخزين الطعام، لذلك قد تمرره إلى نمل آخر أو إلى يرقاتها.

### الجزء الأوسط
ترتبط كل من أرجل النملة وأجنحتها بوسط الجسم ("الصدر"). وتنتهي الأرجل بمخلب معقوف يسمح لها بالتعلق على الأسطح وتسلقها. فقط النمل الإنجابي (الملكات والذكور) هي التي تمتلك أجنحة. تتخلص الملكات من أجنحتهن بعد طيران التزاوج، مخلفة جذور مرئية، وهي سمة مميزة للملكات. وفي أعداد قليلة من الأنواع، تكون الملكات (الإرجاتويدات) والذكور عديمي الأجنحة.

### مؤخرة الجسم
تحتوي مؤخرة جسم النملة ("البطن") على أعضاء داخلية مهمة،تشمل أعضاء الجهاز التناسلي والجهاز التنفسي (القصبة الهوائية) والإخراج. في العديد من الأنواع تتحول آلة وضع البيض للعاملات إلى حمة تستخدم لإخضاع الفريسة والدفاع عن أعشاشها.

### تعدد الأشكال

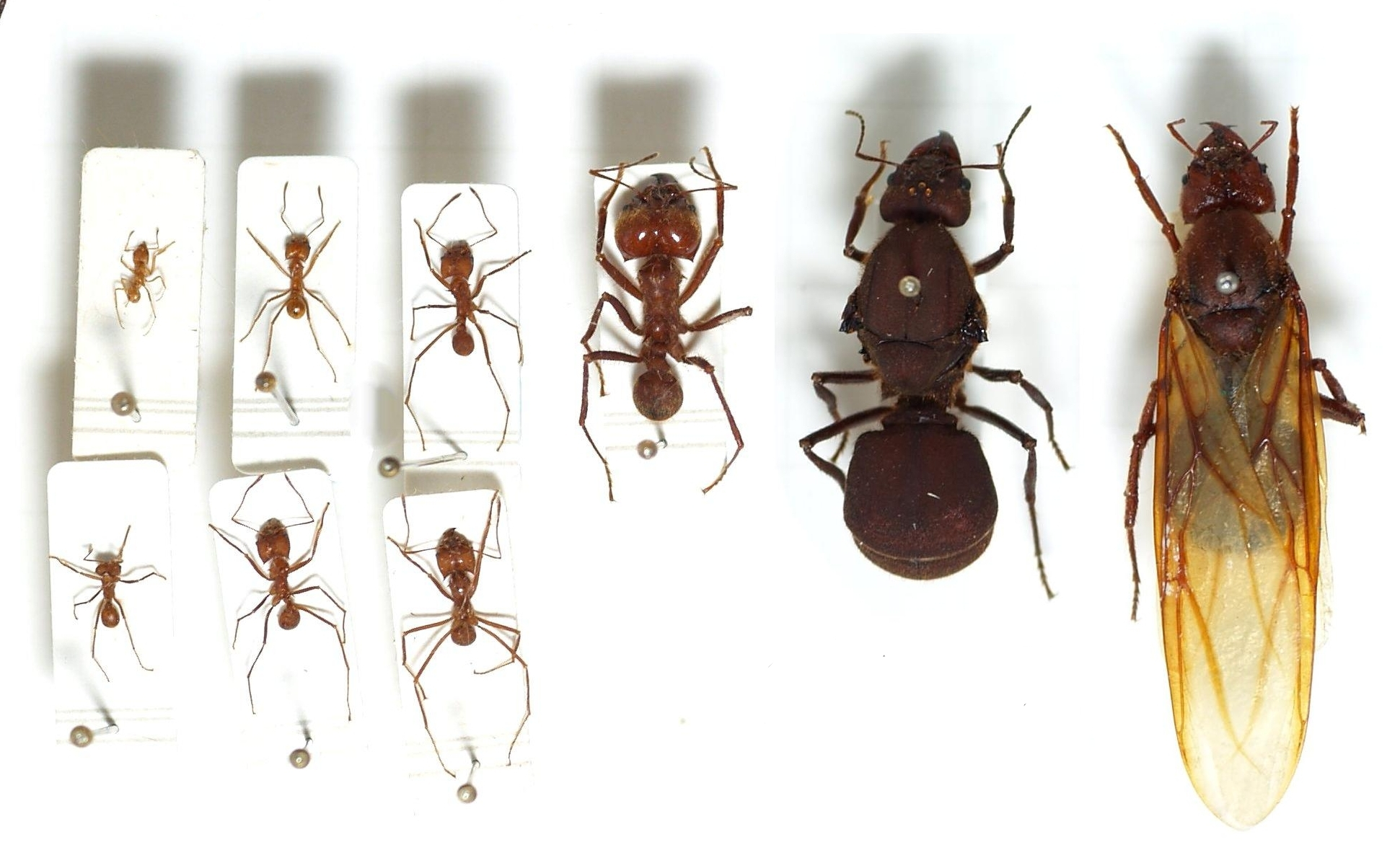
سبع عاملات من النمل قاطع الأوراق مختلفة الطبقات (يسار) وملكتان (يمين)

يوجد في المستعمرات عدد قليل من أنواع النمل، توجد العاملات في فئات ذات أحجام مختلفة، صغيرة ومتوسطة وكبيرة. في كثير من الأحيان، يكون للنمل الأكبر حجمًا رؤوس كبيرة بشكل غير متناسق، وفي المقابل فك سفلي أقوى. وتُعرف هذه باسم العاملات الكبيرات (macrergates)، بينما الأصغر منها تعرف باسم العاملات الصغيرات (micrergates). وبالنسبة إلى العاملات المرعبات (dinergates) يُطلق عليها أحيانًا اسم النمل "الجندي" لأن فكها السفلي القوي يجعلها أكثر فعالية في القتال، على الرغم من أنها لا تزال عاملات ولا تختلف "واجباتها" بشكل كبير عن العاملات الصغار أو المتوسطة. في عدد قليل من الأنواع، تكون العاملات المتوسطة غير موجودة، مما يخلق فجوة كبيرة بين الصغار والكبار. على سبيل المثال النمل الحائك، لديه توزيع حجم ثنائي مميز. وتظهر بعض الأنواع الأخرى تباينًا مستمرًا في حجم العاملات. تظهر العاملات الأصغر والأكبر في 
نمل الحصاد الهند الشرقية (Carebara Diversa) فرقًا يقارب 500 ضعف في أوزانها الجافة.
لا يمكن للعاملات أن تتزاوج؛ ولكن، بسبب نظام تحديد الجنس الفردانية الضعفانية في النمل، يمكن للعاملات في عدد من الأنواع وضع بيض غير مخصب وبالتالي تصبح ذكورًا أحادي الصبغة وكامل الخصوبة. وقد يتغير دور العاملات مع تقدم أعمارها، وفي بعض الأنواع، مثل نمل العسل، يتم إطعام العاملات الصغيرات حتى تنتفخ معدها، وتعمل كأوعية حية لتخزين الطعام. يُطلق على عاملات تخزين الطعام اسم "المُتخمات". من الأمثلة على هذه العاملات المُتخمات نمل المصيدة المكسيكي (Myrmecocystus mexicanus) في أمريكا الشمالية. عادة ما تتطور العاملات الأكبر في المستعمرة إلى مكتنزات؛ وإذا أزيلت العاملات المُتخمات من المستعمرة، تصبح العاملات الأخرى مكتنزات، وبالتالي يصبح هناك مرونة في تعدد الأشكال. في السابق كان يُعتقد أن تعدد الأشكال في المورفولوجية وسلوك العاملات ويتم تحديده من خلال العوامل البيئية كالتغذية والهرمونات التي تؤدي إلى مسارات تنموية مختلفة؛ لكن لوحظت اختلافات وراثية بين الطبقات العاملة في أنواع نمل (Acromyrmex). والسبب لهذه الأشكال المتعددة هو تغيرات جينية بسيطة؛ ويمكن للاختلافات في جين واحد من النمل الناري الأحمر أن تحدد ما إذا كانت المستعمرة ستحتوي على ملكات فردية أو متعددة. لدى النمل الأسترالي النطاط (Myrmecia pilosula) زوج واحد فقط من الكروموسومات (يمتلك الذكور كروموسومًا واحدًا فقط لأنهم أحاديو الصيغة الصبغية)، وهو أقل عدد معروف لأي حيوان، مما يجعله موضوعًا مثيرًا للاهتمام لدراسات علم الوراثة وعلم الأحياء التنموي للحشرات الاجتماعية.

### حجم الجينوم
حجم الجينوم سمة أساسية للكائنات الحية. وقد وجد أن النمل لديه جينومات صغيرة، مع تطور حجم الجينوم المقترح من خلال فقدان وتراكم المناطق الغير مشفرة بشكل أساسي العناصر القابلة للانتقال، وأحيانًا عن طريق تضاعف الجينوم بالكامل. قد يكون هذا مرتبطًا بالعمليات الاستعمارية، ولكنها تحتاج إلى مزيد من الدراسات للتحقق من ذلك.

## دورة الحياة

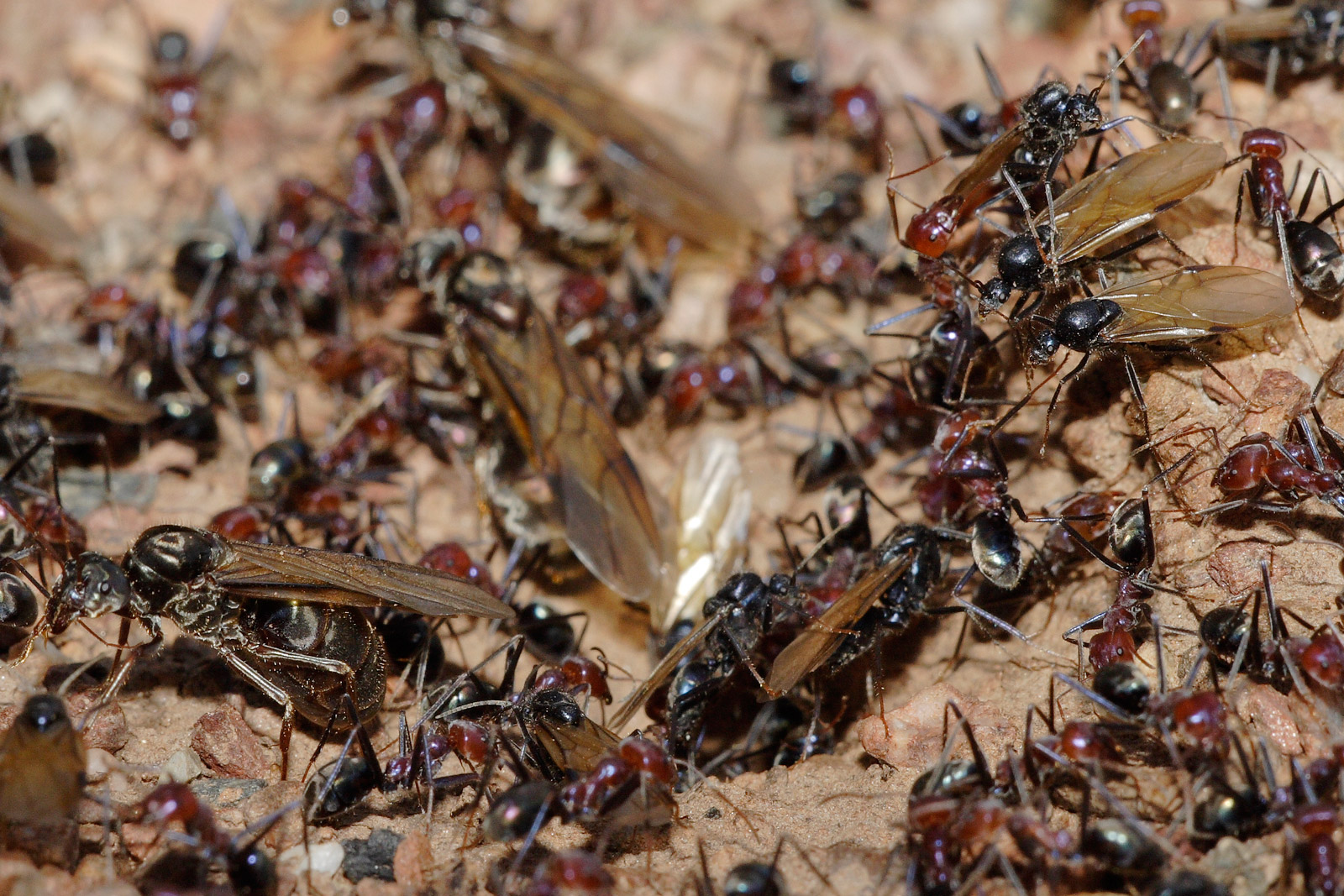
عش النمل الآكل للحوم أثناء الاحتشاد

تبدأ حياة النملة من البيضة؛ إذا تم تخصيب البويضة، فإن النسل ستكون أنثى ثنائية الصبغية، وإذا لم يتم تخصيبها، فسيكون ذكر أحادي الصبغة. يتطور النمل عن طريق التحول الكامل بالمرور بمراحل اليرقة عبر مرحلة العذراء قبل البلوغ. اليرقة جامدة نوعا ما ويتم تغذيتها ورعايتها من قبل العاملات. يتم إعطاء الغذاء لليرقات عن طريق تبادل التغذية (التروفالاكس)، وهي عملية تقوم فيها النملة بترجيع الطعام السائل الموجود في حصولتها. وهذه أيضًا هي الطريقة التي يتقاسم بها البالغون الطعام المخزن في "المعدة الاجتماعية". ويمكن أيضًا توفير الغذاء الصلب لليرقات، خاصة في المراحل اللاحقة، مثل البيض الغذائي والقطع من الفرائس والبذور التي تجلبها العاملات.
تمر اليرقات خلال أربعة أو خمسة انسلاخات وتدخل مرحلة العذراء. وتمتلك الشرنقة زوائد حرة وغير ملتحمة بالجسم كما في شرانق الفراش. يتأثر التمايز إلى ملكات والعاملات (وكلاهما إناث)، وكذلك الطبقات المختلفة من العمال في بعض الأنواع بالتغذية التي تحصل عليها اليرقات. تعد التأثيرات الجينية والتحكم في التعبير الجيني من خلال البيئة التنموية أمرًا معقدًا، ولا يزال تحديد الطبقة الاجتماعية موضوعًا للبحث. ذكور النمل المجنح، الذين يُطلق عليهم اسم "شَيْصَبانُ" (يُطلق عليها اسم "aner" في الأدب القديم)، يخرجون عادةً من الشرانق بجانب الإناث المجنحة الحاضنة. وبعض الأنواع كجيش النمل، لها ملكات بلا أجنحة. تحتاج اليرقات والعذارى إلى درجات حرارة ثابتة إلى حد ما لضمان نموها السليم، وأحيانا يتم نقلها من بين غرف الحضنة المختلفة داخل المستعمرة.
تقضي العاملات الجديدات الأيام القليلة الأولى من حياتها عند البلوغ في رعاية الملكة والصغار. ثم تترقى إلى الحفر والأعمال الأخرى، وبعد ذلك إلى الدفاع عن العش والبحث عن الطعام. تكون هذه التغييرات مفاجئة أحيان، وتحدد ما يسمى بالطبقات الزمنية. ويعتقد أن هذا التخصص في المهام على أساس العمر أو التعدد الوظيفي بأنه قد تطور بسبب ارتفاع عدد المصابين في البحث عن الطعام والدفاع، مما يجعله خطرًا مقبولًا فقط للنمل الأكبر سنًا والمحتمل أن يموت عاجلاً لأسباب طبيعية. يغلق النمل البرازيلي (فوريليوس بوسيلوس) مدخل العش من الخارج لحماية المستعمرة من أنواع النمل المفترسة عند غروب الشمس كل يوم. وتقوم حوالي واحدة إلى ثمانية عاملات بإغلاق مدخل العش من الخارج ولا يكون لديها فرصة للعودة إلى العش حيث تضحي بنفسها. ولم يتم تحديد ما إذا كانت العاملات الانتحاريات بأنهن أكبر سناً.
عمر مستعمرات النمل أحيانا تكون طويلة. ويمكن أن تعيش الملكات لمدة تصل إلى 30 عامًا، وتعيش العاملات من سنة إلى 3 سنوات. ومع ذلك، فإن الذكور أعمارهم قصير جدا ويعيشون لبضعة أسابيع فقط. ويقدر أن ملكات النمل تعيش 100 مرة أطول من الحشرات الانفرادية ذات الحجم المماثل.
ينشط النمل طوال العام في المناطق الاستوائية؛ وفي المناطق الأكثر برودة، فإنها تعيش فصل الشتاء في حالة من السكون تعرف بالسبات. تتنوع أشكال اللانشطة، بعض الأنواع المعتدلة تدخل يرقاتها في حالة عدم النشاط (استكنان)، بينما في أنواع أخرى، يقضي البالغون فصل الشتاء بمفردهم في حالة انخفاض بالنشاط.

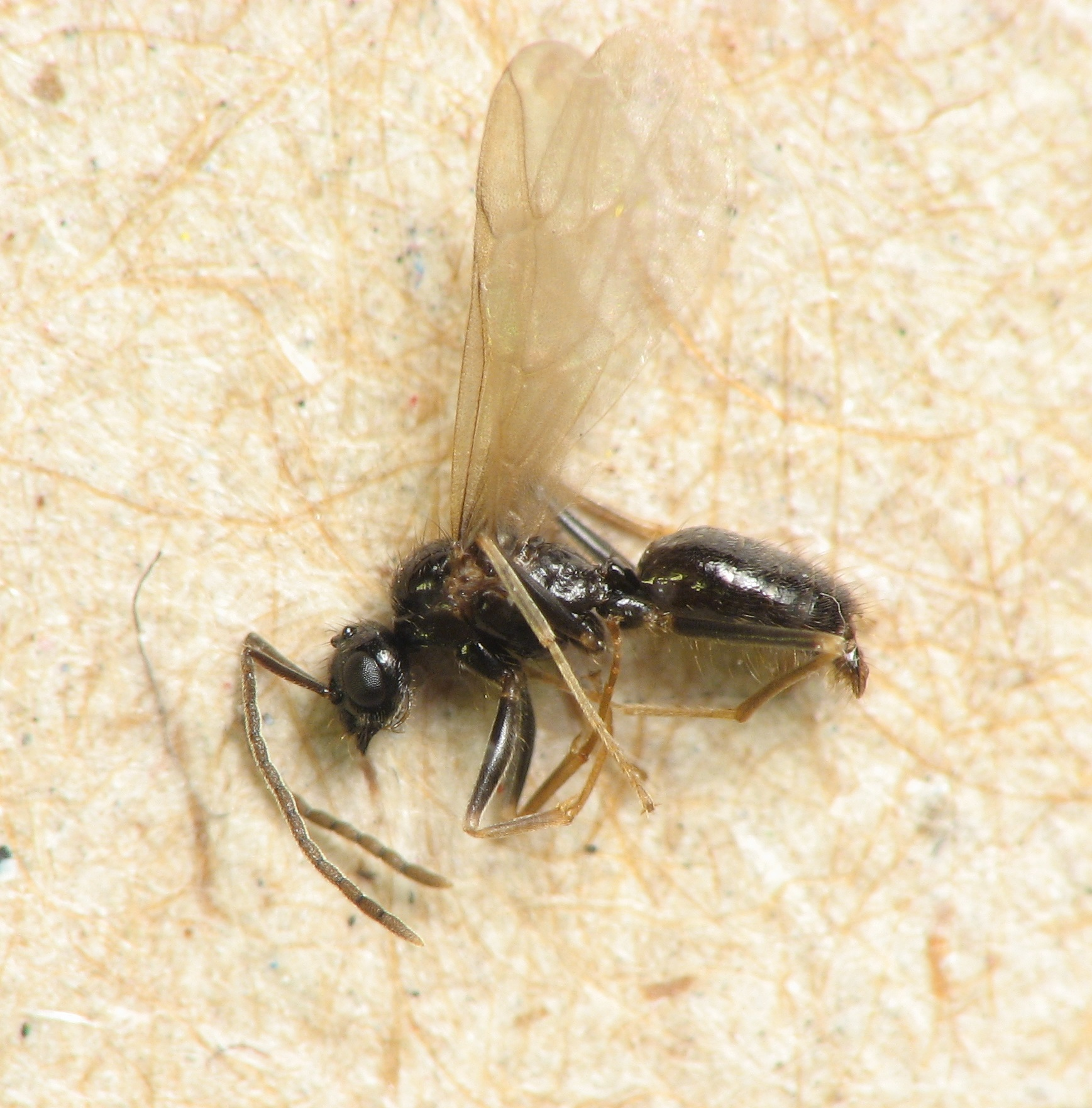
ذكر نمل مجنح (نمل العسل الكاذب)

### التكاثر

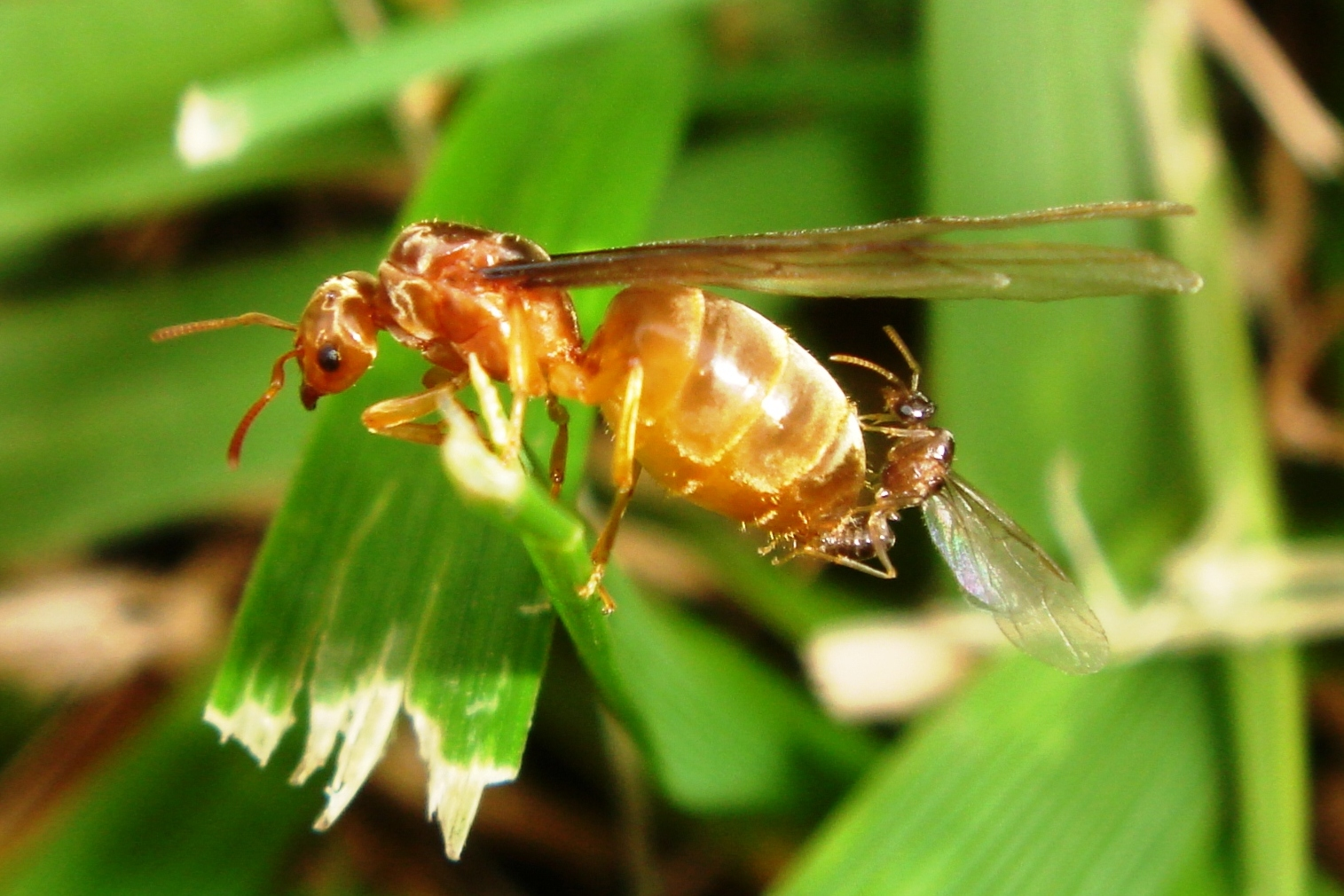
تزاوج نمل العسل الكاذب.

لوحظت مجموعة استراتيجية واسعة للتكاثر في أنواع النمل. ومن المعروف أن إناث العديد من الأنواع قادرة على التكاثر اللاجنسي من خلال التوالد العذري الأنثوي. في بعض الأنواع تسد إفرازات الغدد الملحقة الذكرية فتحة الأعضاء التناسلية الأنثوية وتمنع الإناث من التزاوج مرة أخرى. تمتلك معظم أنواع النمل نظامًا تكون فيه الملكة والإناث المتكاثرة فقط هي القادرة على التزاوج. وخلافًا للاعتقاد الشائع، فإن بعض أعشاش النمل تحتوي على ملكات متعددة، بينما البعض الآخر ليس لديها ملكات. يُطلق على العاملات التي لديهن قدرة على التكاثر اسم "عاملات التزاوج" وتُسمى المستعمرات التي تفتقر إلى الملكات بمستعمرات عاملات التزاوج؛ ويقال إن المستعمرات التي تحتوي على ملكات هي من حق الملكة.
يمكن لذكر النمل (الجنود) أن يتزاوج مع الملكات الموجودة عن طريق دخول مستعمرة أجنبية، كما هو الحال في جيش النمل. وعندما يتعرض الجنود للهجوم في بداية الأمر من قبل العاملات، فإنها تطلق فرمون التزاوج. وإذا تم التعرف عليه كشريك، يتم نقله إلى الملكة للتزاوج. يقوم الذكور أيضًا بدوريات في العش ومحاربة الآخرين عن طريق الإمساك بهم بفكهم السفلي، وثقب هيكلهم الخارجي ثم وضع علامة عليهم بالفرمون. ويتم وسم الذكر المميز على أنه غازي بواسطة العاملات ويتم قتله.
معظم النمل أحادي الجيل، وينتج جيلًا جديدًا كل عام. خلال فترة التكاثر الخاصة بالأنواع، تغادر الإناث المجنحة والذكور المجنحون، المعروفون لدى علماء الحشرات باسم المجنحين، المستعمرة وتسمى طيران التزاوج. يتم طيران التزاوج عادةً في أواخر الربيع أو أوائل الصيف عندما يكون الطقس حارًا ورطبًا. حيث أن الحرارة تجعل الطيران أسهل، كما أن المطر المتساقط حديثًا يجعل الأرض أكثر ليونة للملكات المتزاوجة لحفر أعشاشها. وعادة ما يطير الذكور قبل الإناث. يستخدم الذكور بعد ذلك إشارات بصرية للعثور على أرضية مشتركة للتزاوج، معلم مثل شجرة الصنوبر (على سبيل المثال) التي يلتقي بها ذكور المنطقة الآخرون. ويفرز الذكور فرمون التزاوج الذي تتبعه الإناث. ويمتطي الذكور الإناث في الهواء، لكن عملية التزاوج الفعلية عادة ما تتم على الأرض. في بعض الأنواع تتزاوج الإناث مع ذكر واحد فقط، لكن في أنواع أخرى قد تتزاوج مع ما يصل إلى عشرة ذكور مختلفين أو أكثر، حيث تخزن الحيوانات المنوية في كيس المني الخاصة بها. يمكن للعاملات في (Cardiocondyla elegans) أن تنقل الملكات الناشئة حديثًا إلى أعشاش أخرى من النوع نفسه حيث يمكن للذكور عديمي الأجنحة من المستعمرات المنقصلة أن يتزاوجوا معها، وهو تكيف سلوكي قد يقلل من فرص التزاوج الداخلي.

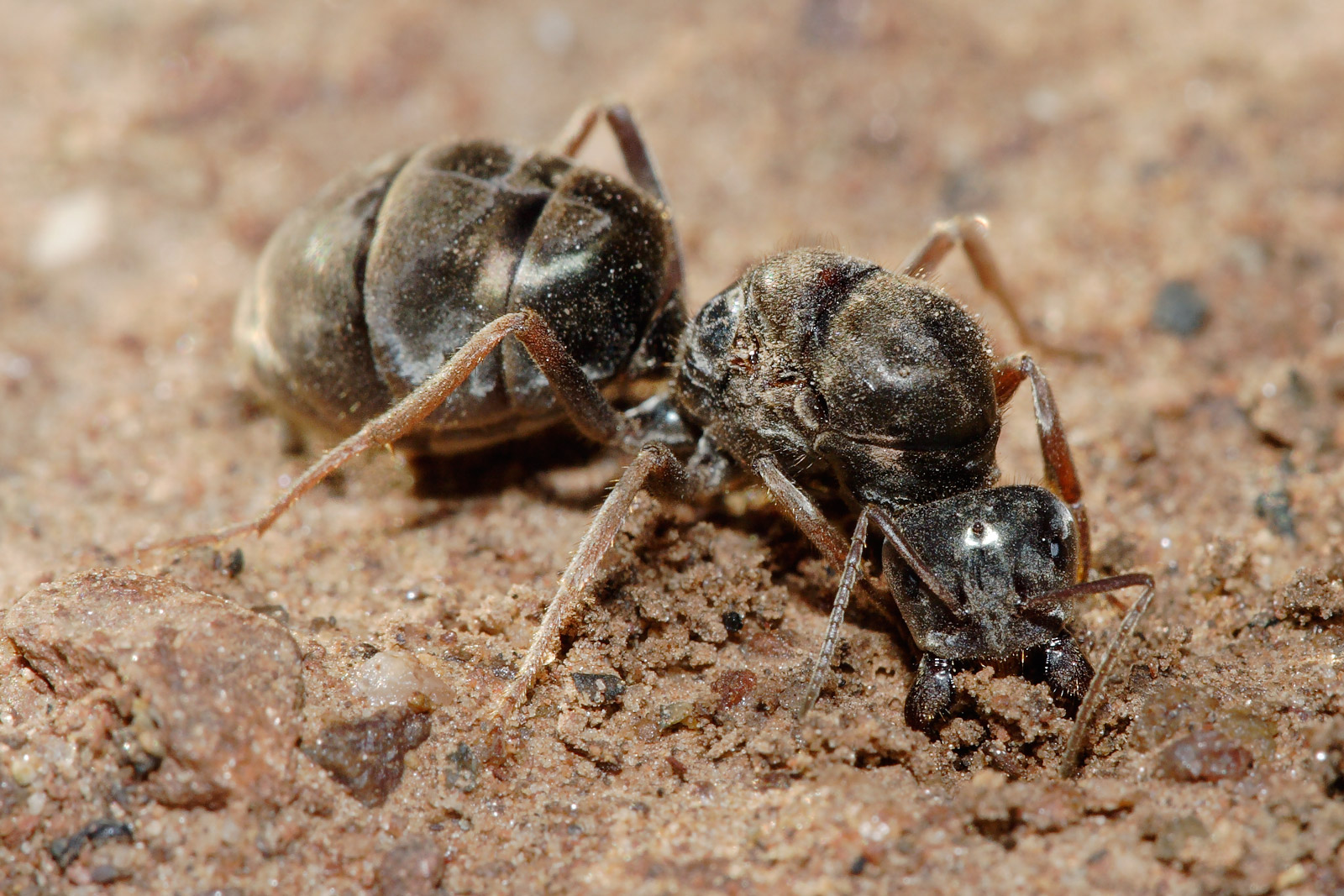
ملكة النمل الآكل للحوم المخصبة تبدأ في حفر مستعمرة جديدة

ثم تبحث الإناث المتزاوجة عن مكان مناسب لبدء مستعمرة. وهناك، تكسر أجنحتها باستخدام النتوءات القصبية وتبدأ في وضع البيض والعناية به. يمكن للإناث تخصيب البويضات المستقبلية بشكل انتقائي باستخدام الحيوانات المنوية المخزنة لإنتاج عاملات ثنائيات الصبغية أو وضع بيض فردي غير مخصب لإنتاج الذكور. العاملات التي فقسن أولا، هن أضعف وأصغر من العاملات التاليات لكنهن يبدأن في خدمة المستعمرة على الفور. ويقمن بتكبير العش والبحث عن الطعام والعناية بالبيض الآخر. الأنواع التي لديها ملكات متعددة قد تترك ملكة العش مع بعض العاملات لتأسيس مستعمرة في موقع جديد، وهي عملية تشبه التطريد في نحل العسل.

### الأعشاش والمستعمرات العادية والمستعمرات العظمى
تمتلك أنواع النمل النموذجية على مستعمرة تشغل عشًا واحدًا، تؤوي ملكة واحدة أو أكثر، حيث يتم تربية الحضنة. وهناك أكثر من 150 نوعًا من النمل في 49 جنسًا معروفًا تملك مستعمرات تتكون من أعشاش متعددة منفصلة. تحتوي هذه المستعمرات المتعددة الأعشاش (عكس الأحادية الأعشاش) على طعام وعاملات ينتنقلن بين الأعشاش. يتم تحديد العضوية في المستعمرة من خلال استجابة العاملات التي تحدد ما إذا كان فرد آخر ينتمي إلى مستعمرته أم لا. يشكل المزيج المميز من المواد الكيميائية الموجودة على سطح الجسم (المعروفة باسم الهيدروكربونات الجلدية أو CHCs) ما يسمى برائحة المستعمرة التي تمكن الأعضاء الآخرين التعرف عليها. ويبدو أن بعض أنواع النمل أقل تمييزًا، وفي النمل الأرجنتيني (Linepithema humile)، تُقبل العاملات التي يتم نقلهن من مستعمرة من أي مكان في جنوب الولايات المتحدة والمكسيك لمستعمرات أخرى في نفس المنطقة. وبالمثل فإن العاملات من المستعمرات التي نشأت في أوروبا يتم قبولهن من قبل أي المستعمرات الأخرى داخل أوروبا ولكن ليس من قبل المستعمرات في الأمريكتين. لقد تم النقاش لتفسير هذه الملاحظات ووصف البعض هذه التجمعات السكانية الكبيرة بأنها مستعمرات عظمى بينما وصف البعض الآخر هذه التجمعات السكانية بأنها أحادية الاستعمار.

## السلوك والبيئة

### الأتصال

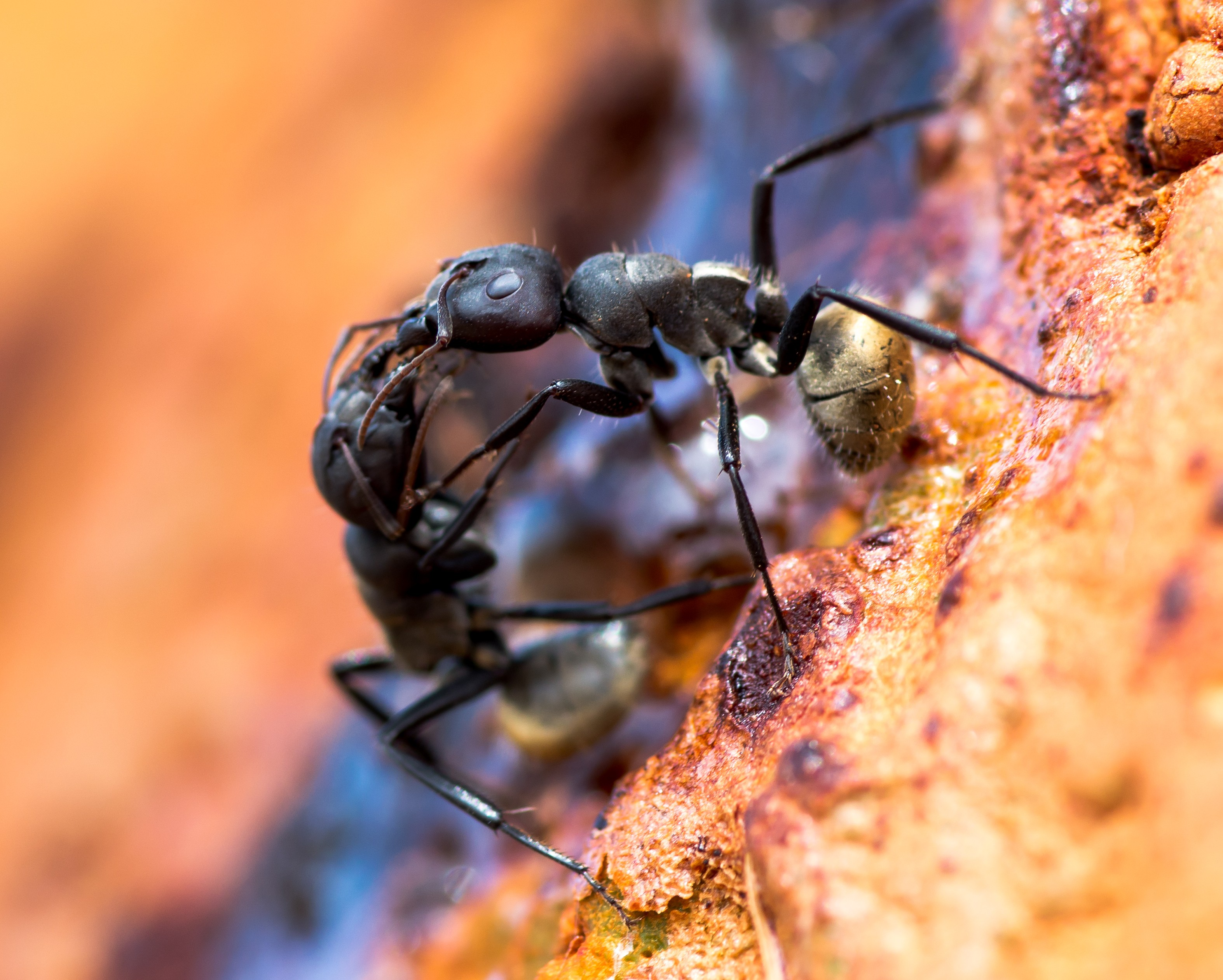
تتواصل عاملتان من نوع (Camponotus sericeus) من خلال اللمس والفيرومونات

يتواصل النمل مع بعضها باستخدام الفيرومونات والأصوات واللمس. وبما أن معظم النمل يعيش على الأرض، فإنه يستخدم سطح التربة لترك مسارات فرمونية ليتبعها النمل الآخر. في الأنواع التي تجمع العلف في مجموعات، فإن العلاف الذي يجد الطعام يجعل أثرًا في طريق العودة إلى المستعمرة؛ ويتبع هذا المسار نمل آخر، ثم يقوم هذا النمل بتعزيز المسار عندما يعود بالطعام إلى المستعمرة. عندما ينفد مصدر الغذاء، لا يتم تحديد أي مسارات جديدة للنمل العائد وتتبدد الرائحة ببطء. وهذا السلوك يساعد النمل على التعامل مع التغيرات في بيئته. على سبيل المثال، عندما يتم سد مسار محدد لمصدر غذاء بواسطة عائق، يترك العلافون هذا المسار لاستكشاف طرق جديدة. إذا نجحت النملة، فإنها تترك أثرًا جديدًا يشير إلى أقصر طريق عند عودتها. والمسارات الناجحة يتبعها المزيد من النمل، مما يعزز الطرق الأفضل وتحديد المسار الأفضل تدريجيًا.
يستخدم النمل الفيرومونات ليس فقط لصنع المسارات بل لأكثر من ذلك. فالنملة المسحوقة ينبعث منها فيرومون إنذار يجلب النمل القريب إلى هجوم جنوني ويجذب المزيد من النمل من أماكن أبعد. حتى أن هناك أنواع النمل يستخدم "الفيرومونات الدعائية" لإرباك النمل العدو وجعلها تقاتل فيما بينها. يتم إنتاج الفيرومونات من خلال تركيبات واسعة من الجسم مثل غدد دوفور، والغدد السامة والغدد الموجودة في كل من المعى الخلفي، والذييل، والمستقيم، والقص، والساق الخلفية. ويتم أيضًا تبادل الفيرومونات، وخلطها مع الطعام، وتمريرها عن طريق تبادل التغذية، ونقل المعلومات داخل المستعمرة. وهذا يسمح للنمل الآخر باكتشاف مجموعة من المهام (مثل، البحث عن الطعام أو صيانة العش) التي ينتمي إليها أعضاء المستعمرة الآخرون. وفي أنواع النمل التي لديها طوائف الملكات، عندما تتوقف الملكة المهيمنة عن إنتاج فيرومون معين، تبدأ العاملات في تربية ملكات جديدات في المستعمرة.
يصدر بعض النمل أصواتًا عن طريق الصرير باستخدام أجزاء المعدة والفك السفلي. يمكن استخدام هذه الأصوات للتواصل مع أعضاء المستعمرة أو مع الأنواع الأخرى.

### الدفاع

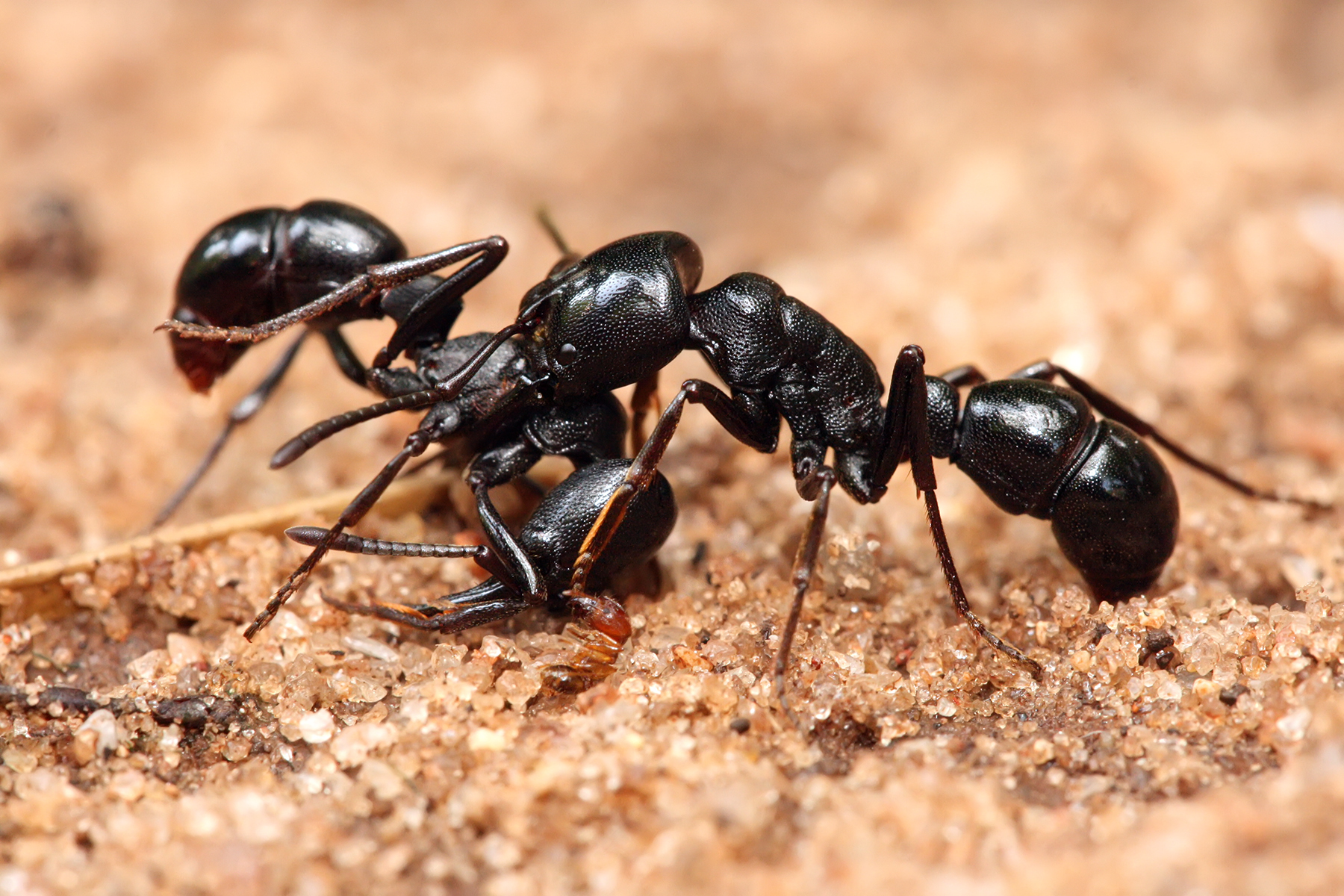
نملة البليكتروتينا (Plectroctena) تهاجم أخرى من من نفس النوع لحماية أراضيها.

يهاجم النمل ويدافع عن نفسه عن طريق العض، وفي كثير من الأنواع، عن طريق اللسع بالحقن أو رش المواد الكيميائية. تعتبر لدغة نمل الرصاصة (Paraponera clavata) الموجود في أمريكا الوسطى والجنوبية، من أكثر اللدغات إيلاما في الحشرات، رغم أنها لا تكون قاتلة للإنسان. وقد منحت هذه اللدغة أعلى تصنيف في مؤشر ألم لدغة شميدت.
يمكن أن تكون لدغة النمل النطاط قاتلة للبشر، وقد تم تطوير مضاد سم لها. يعتبر النمل الناري (Solenopsis geminata)، فريد من نوعه حيث يحتوي على كيس سم يحتوي على قلويدات بيبريدين. ولدغاتها مؤلمة ويمكن أن تكون خطرة على الأشخاص ذوي الحساسية المفرطة. يفرز نمل أسرة أحادية الخصر سمًا من غددها، يتكون أساسًا من حمض الفورميك.

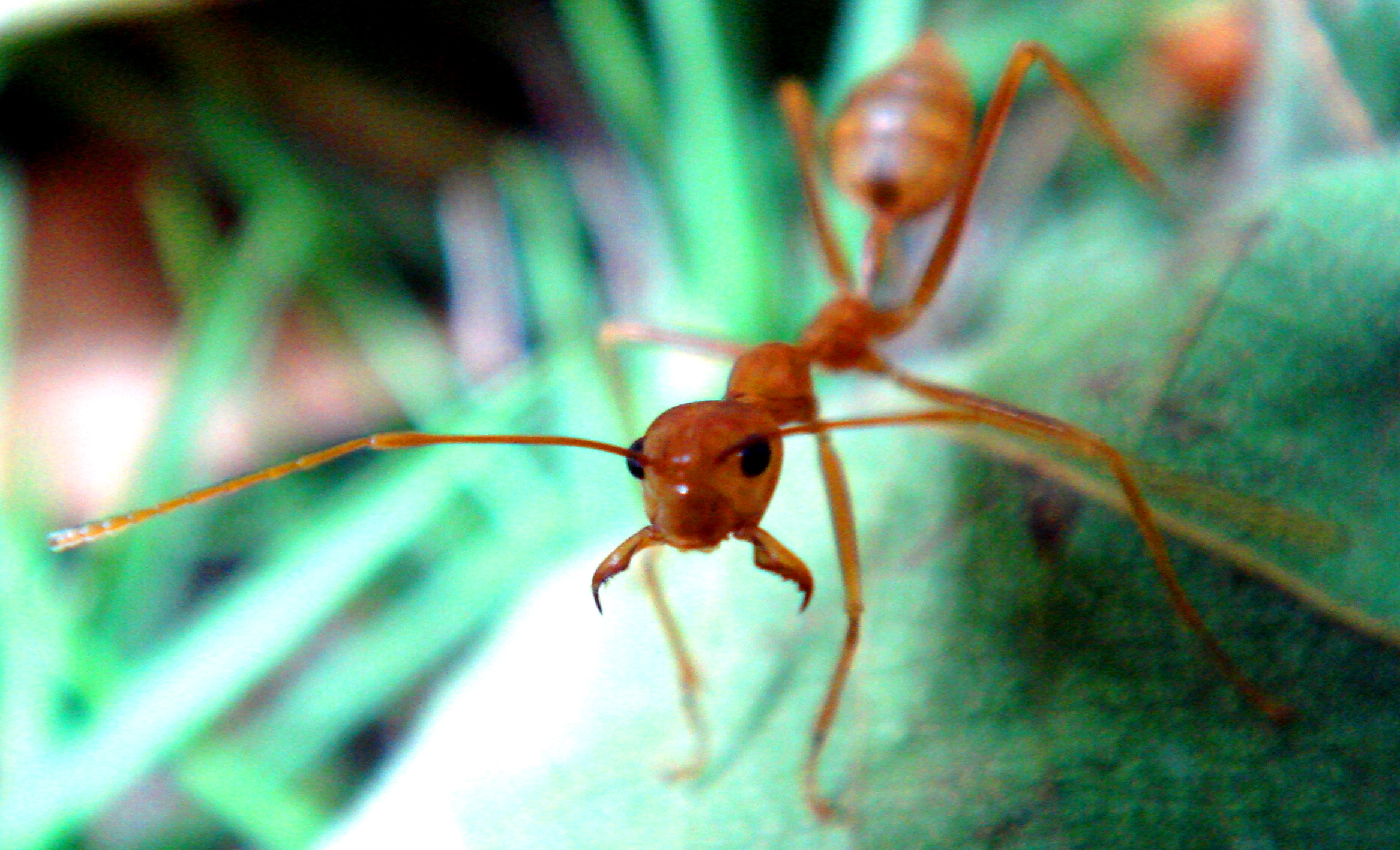
النمل الحائك في وضع القتال، الفك السفلي مفتوح على مصراعيه

نمل فك المصيدة (Odontomachus) مجهز بفك سفلي يسمى الفك المصيدة، والذي ينغلق بشكل أسرع من أي لاحقة مفترسة أخرى داخل المملكة الحيوانية. سجلت إحدى الدراسات التي أجريت على نمل فك المصيدة من نوع (Odontomachus bauri) سرعات قصوى تتراوح بين 126 و230 كم/ساعة، مع إغلاق الفكين خلال 130 ميكرو ثانية في المتوسط. ولوحظ أيضًا أن النمل يستخدم فكيه كمنجنيق لإخراج المتسللين أو قذف أنفسهم للخلف هربًا من التهديد. قبل أن تضرب، تفتح النملة فكها السفلي بشكل واسع جدا وتثبتهما في هذا الوضع بواسطة آلية داخلية. يتم تخزين الطاقة في شريط سميك من العضلات ويتم إطلاقها بشكل انفجاري عندما يتم تحفيزها عن طريق الأعضاء الحسية التي تشبه الشعر الموجود داخل الفك السفلي. ويسمح الفك السفلي أيضًا بحركات بطيئة ودقيقة لمهام أخرى. كما أن الفكوك المصيدة توجد أيضًا في البونيراوات الأخرى مثل الأنوشيتوس (Anochetus)، وكذلك بعض الأجناس في قبيلة نمل زارع الفطر، مثل Daceton، وOrectognathus، وStrumigenys، والتي يُنظر إليها على أنها أمثلة على التطور التقاربي.
يقوم النمل الماليزي من مجموعة (Camponotus cylindricus) بتوسيع الغدد الفكية التي تمتد إلى المعدة. وإذا اتخذ القتال منعطفًا سيئا، فقد تقوم العاملة بعمل أخير من الإيثار الانتحاري عن طريق تمزيق غشاء معدتها، مما يتسبب في انفجار محتوى الغدد الفكية من المنطقة الأمامية للرأس، مما يؤدي إلى تناثر إفرازات سامة ومسببة للتآكل. تحتوي على الأسيتوفينون ومواد كيميائية أخرى تعمل على شل حركة الحشرات المهاجمة. وتموت العاملة بعد ذلك.

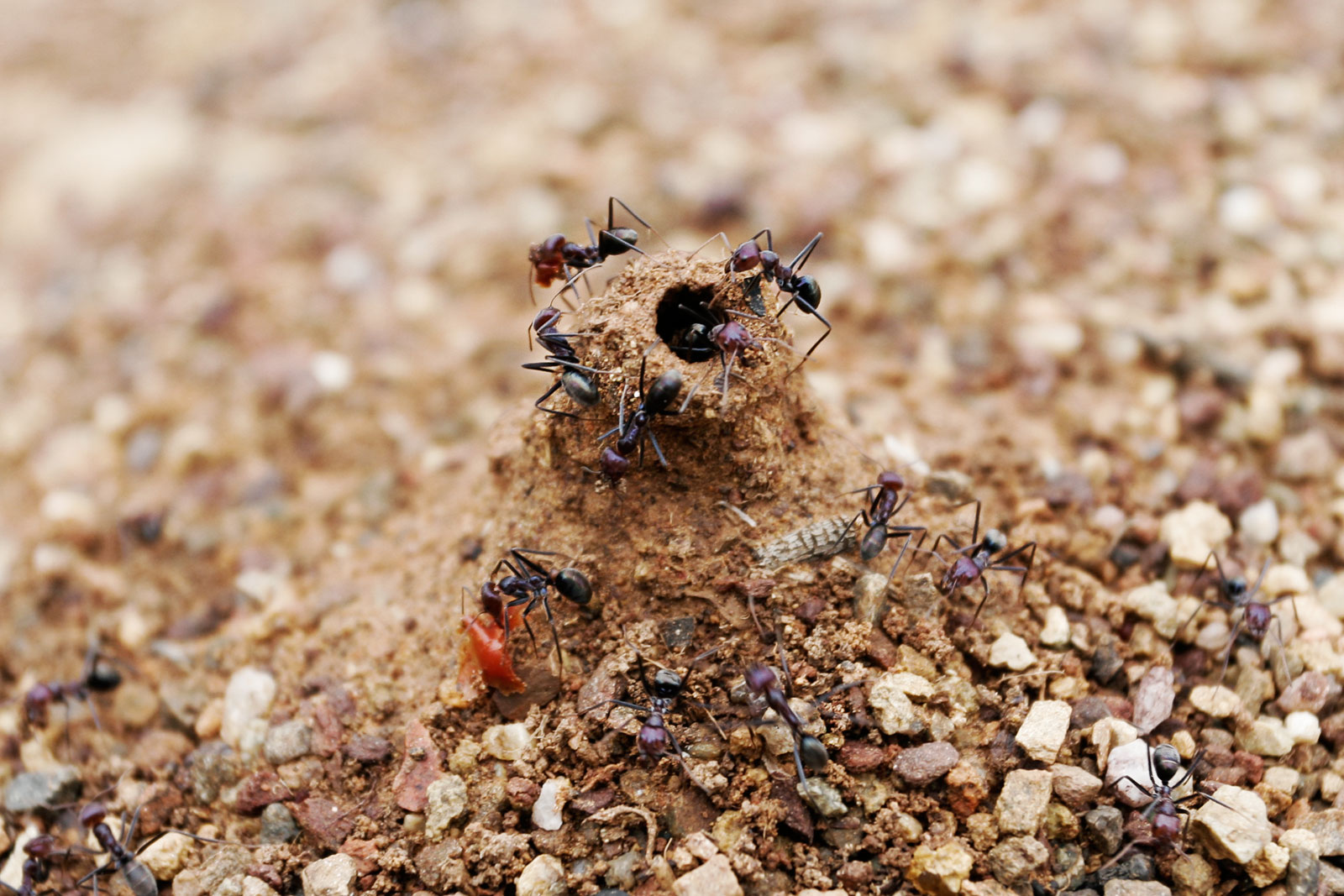
تمنع الفتحات في تل النمل الماء من الدخول إلى العش أثناء المطر.

بالإضافة إلى الدفاع ضد المفترسات، فإن النمل يحتاج إلى حماية مستعمراته من مسببات الأمراض. تنتج إفرازات الغدة الجنبية التي يتميز بها النمل مجموعة معقدة من المواد الكيميائية ومنها ذات خصائص المضادات الحيوية. تحافظ بعض عاملات النمل على نظافة المستعمرة وتشمل أنشطتها القيام بالرحلان الناخر أو دَفن الموتى. وقد وجد أن مركب حمض الأوليك المنطلق من النمل الميت والذي يؤدي إلى سلوك نخري في نمل (Atta mexicana) بينما تتفاعل عاملات نمل الأرجنتين مع غياب المواد الكيميائية المميزة (الدوليكوديال والايريدومايميرسين) الموجودة على غشاء أجسام زملائها الأحياء لتحفيز نفس السلوك.
قد تكون الأعشاش محمية من التهديدات الطبيعية كالفيضانات وارتفاع درجة الحرارة وذلك من خلال تصميم عش المتقن. عاملات نمل (Cataulacus muticus) نوع شجري تعيش في تجاويف النباتات، وتستجيب للفيضانات عن طريق شرب الماء داخل العش، وتطرحه خارجًا. نملة (Camponotus anderseni) التي تعشش في تجاويف الخشب في موائل المانغروف، تتعامل مع الغمر تحت الماء عن طريق التحول إلى التنفس اللاهوائي.

### التعلم

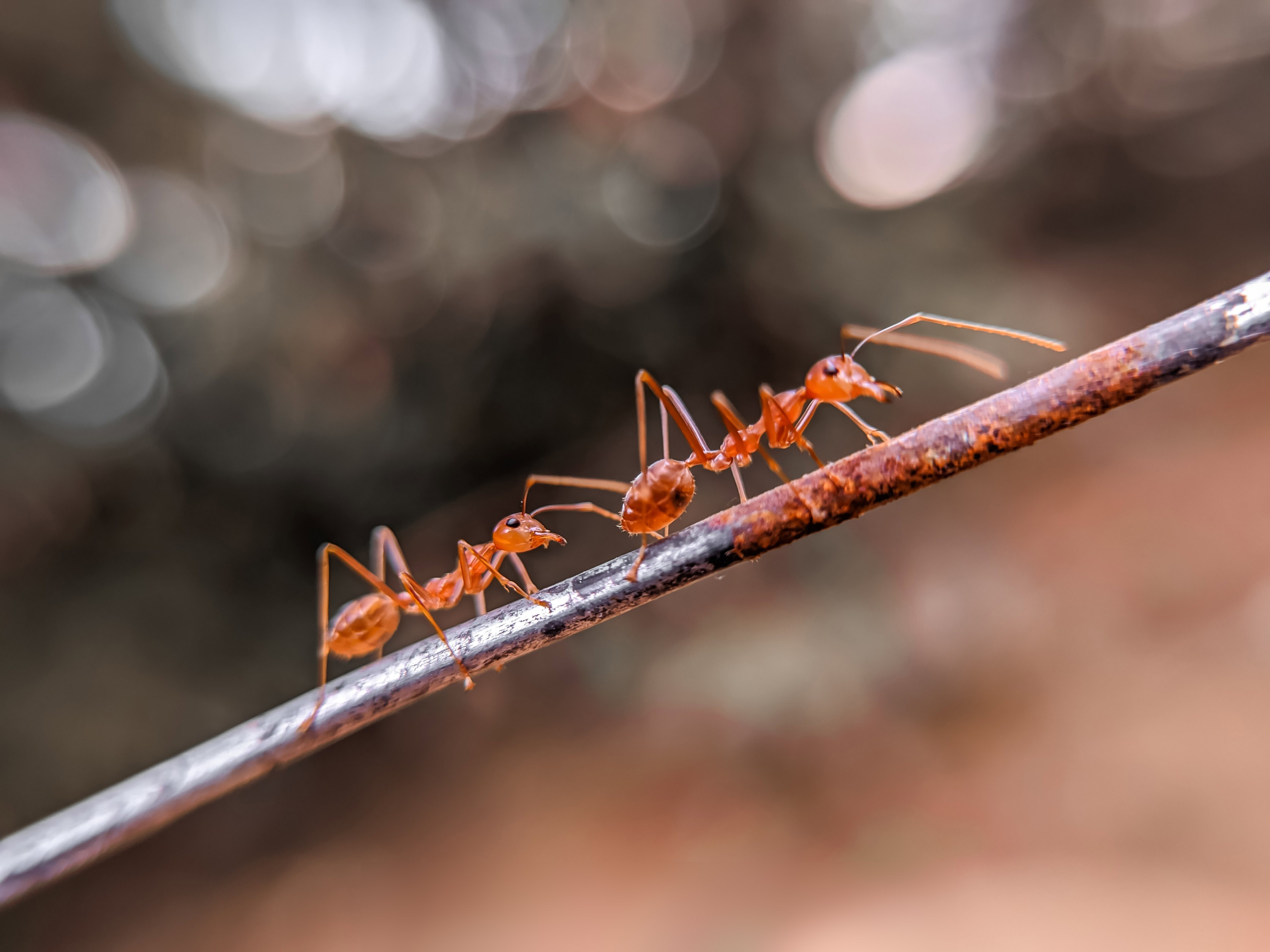
نملتان من النمل الحائك تسيران جنبا إلى جنب

الكثير من الحيوانات يمكنها أن تتعلم السلوكيات عن طريق التقليد، لكن النمل قد تكون المجموعة الوحيدة بخلاف الثدييات التي لوحظ فيها التدريس التفاعلي. يمكن للعلاف المتعلم من نمل الصخر أن يقود رفيقه البسيط إلى الطعام المكتشف حديثًا من خلال عملية الجري الترادفي. ويحصل هذا الرفيق على المعرفة عن طريق قائده المعلم. ويكون القائد حساس جدا لتقدم التابع حيث يتباطأ عندما يتأخر التابع ويسرع عندما يقترب التابع كثيرًا.
تشير التجارب الخاضعة للرقابة على مستعمرات النمل المهاجم النسيلي إلى أن الفرد قد يختار أحد أدوار العش بناءً على تجربته السابقة. يتم تقسيم جيل كامل من العاملات المتطابقة إلى مجموعتين، ويتم التحكم في نتائج البحث عن الطعام. تمت مكافأة إحدى المجموعات دائما بفريسة، بينما يتم التأكد من فشل المجموعة الأخرى. ونتيجة لذلك، تكثف المجموعة الناجحة محاولاتها في البحث عن الطعام بينما تخاطر المجموعة الفاشلة بالخروج مرات أقل فأقل. وبعد مرور شهر، تواصل المجموعة الناجحة دورها بينما تنتقل الأخرى للتخصص في رعاية الحضنة.

### بناء الأعشاش

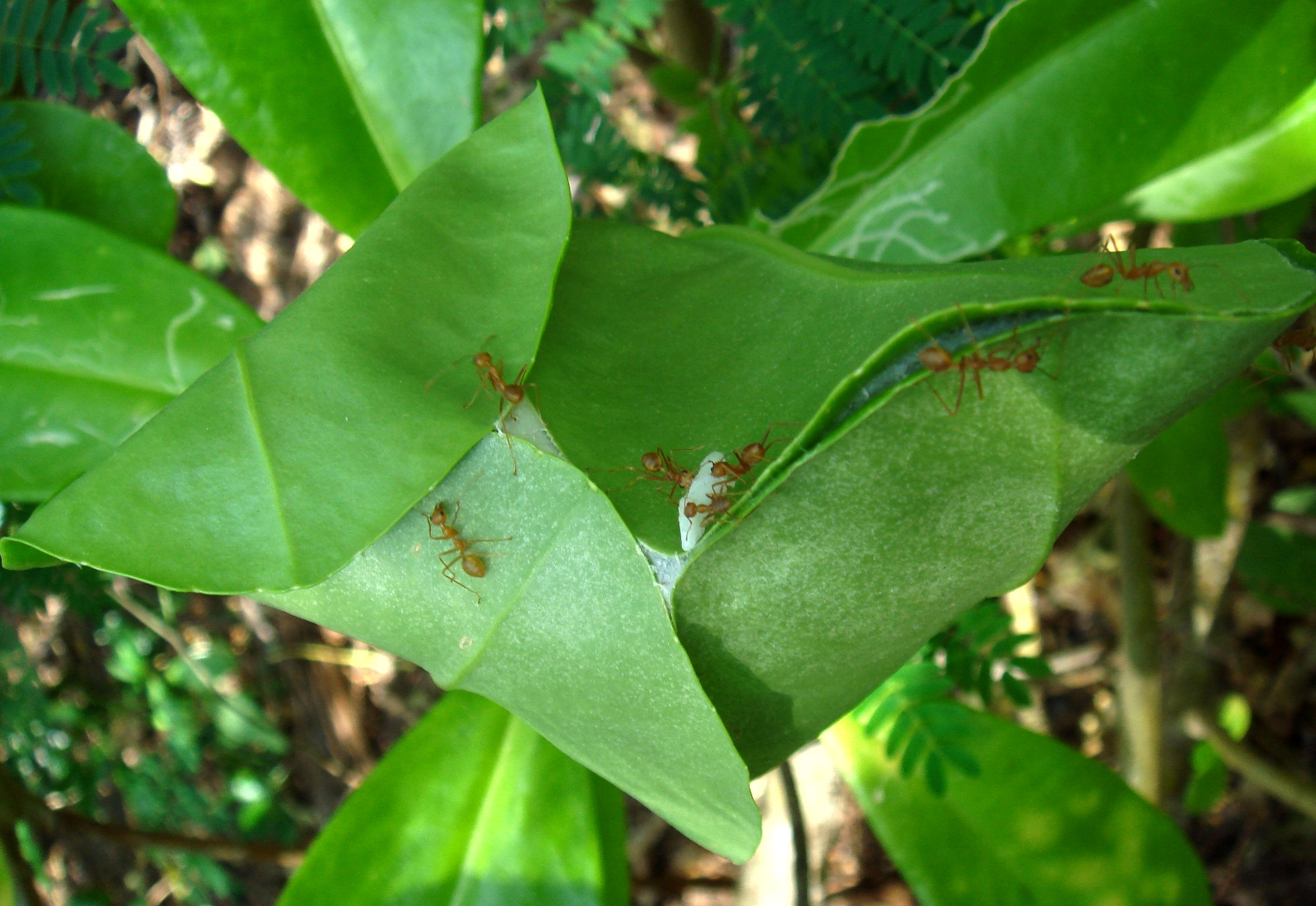
عش ورقي للنمل الحائك، باماليكان، الفلبين

يتم بناء الأعشاش المعقدة من قبل من أنواع عديدة من النمل، ولكن هناك أنواع أخرى تكون رحالة ولا تبني أعشاش دائمة. يبنبي النمل أعشاشًا تحت الأرض أو على الأشجار. ويمكن العثور على هذه الأعشاش على الأرض، أو تحت الحجارة أو جذوع الأشجار وداخلها، أو السيقان المجوفة، أو حتى البلوط. ومن المواد المستخدمة في البناء التربة والمواد النباتية، ويختار النمل مواقع أعشاشه بعناية؛ ويتجنب النمل الصخري المواقع التي بها نمل ميت، لأنها قد تشير إلى وجود آفات أو أمراض. وتسارع إلى التخلي عن أعشاشها عند أول علامة تهديدات.
إن نمل الجيش في أمريكا الجنوبية، مثل نوع خيفود بورشالي، وكذلك نمل دِرْلين  في إفريقيا لا تبني أعشاشًا دائمة، بل تتناوب بين التنقل والمراحل التي تشكل فيها العاملات عشًا مؤقتًا (معسكر) من أجسادها، عن طريق تمسك بعضها البعض.
تقوم عاملات النمل الحائك ببناء الأعشاش في الأشجار عن طريق ربط الأوراق معًا، وسحبها معًا أولاً باستخدام جسور العاملات ثم حث اليرقات على إنتاج الحرير أثناء تحريكها على طول حواف الأوراق. وتوجد أشكال مماثلة لبناء العش في بعض أنواع نمل (Polyrhachis).

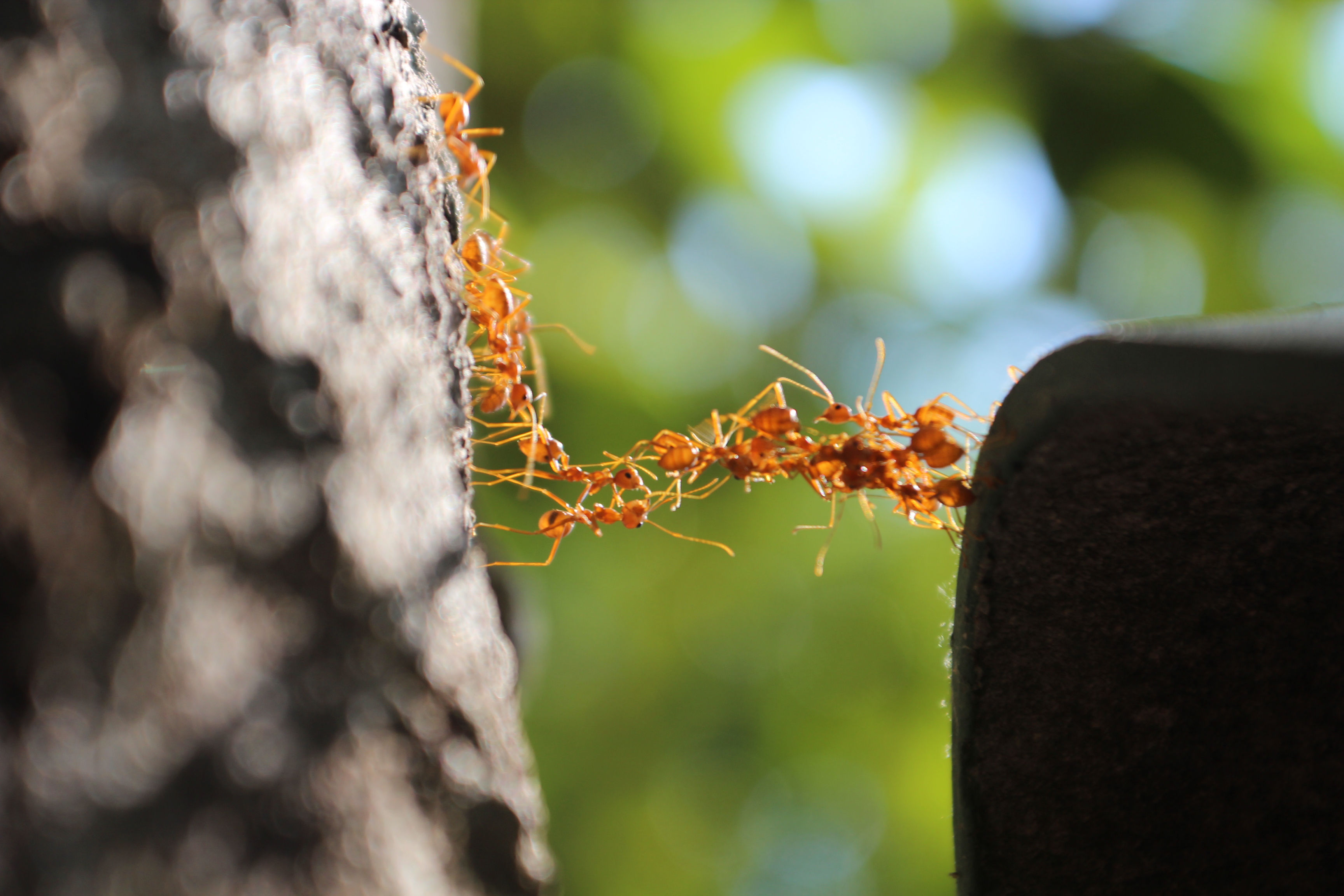
جسر من النمل

يعتبر نمل (Formica polyctena) من بين أنواع النمل الأخرى التي تبني أعشاشًا تحافظ على درجة حرارة داخلية ثابتة لتساعد في نمو اليرقات. يحافظ النمل على درجة حرارة العش من خلال اختيار الموقع ومواد العش والتحكم في التهوية والحفاظ على الحرارة من الإشعاع الشمسي، ونشاط العاملات والتمثيل الغذائي، وفي بعض الأعشاش الرطبة يتم النشاط الميكروبي في مواد العش.
يمكن لبعض أنواع النمل كالتي تستخدم التجاويف الطبيعية، أن تكون انتهازية وتستفيد من المناخ المحلي المتحكم فيه الموجود داخل مساكن الإنسان وغيرها من الهياكل الاصطناعية لإيواء مستعمراتها وهياكل العش.

### زراعة الغذاء

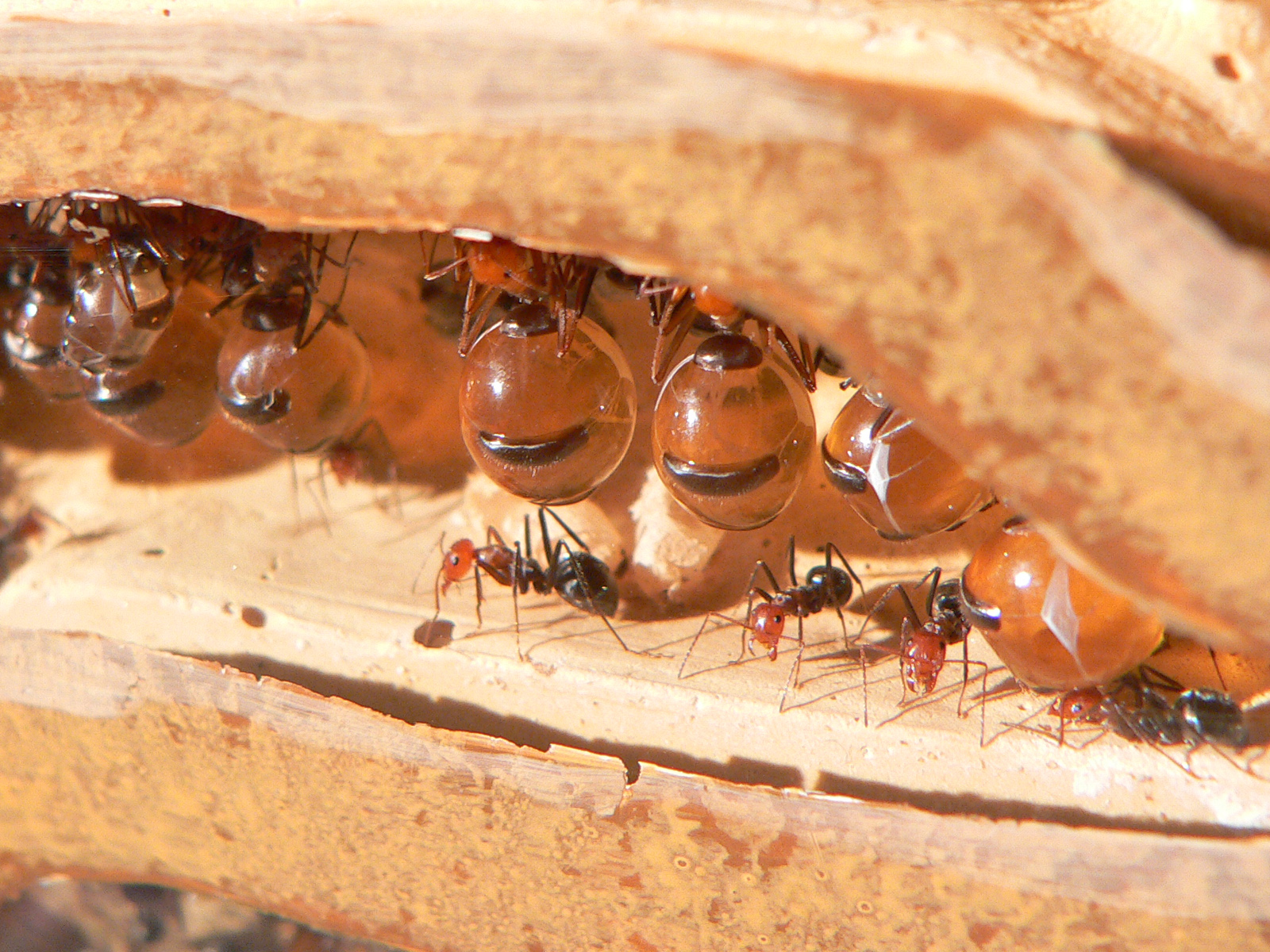
نمل العسل (Myrmecocystus)، يخزن الطعام لمنع مجاعة المستعمرة.

معظم النمل مفترس، وقمامة، وعاشبة بشكل غير مباشر، ولكن القليل منها قد طورت طرقًا متخصصة للحصول على الطعام. يُعتقد أن العديد من أنواع النمل من العاشبات الغير مباشرة والتي تعتمد على التعايش المتخصص مع ميكروبات الأمعاء لتحسين القيمة الغذائية للطعام الذي تجمعه والسماح لها بالبقاء على قيد الحياة في المناطق الفقيرة بالنيتروجين، مثل مظلات الغابات المطيرة. ويتغذى النمل قاطع الأوراق بشكل خاص على الفطريات التي تنمو داخل مستعمراتها فقط. وتقوم باستمرار بجمع الأوراق التي يتم أخذها إلى المستعمرة، وتقطيعها إلى قطع صغيرة ووضعها في الحدائق الفطرية. وتتخصص العاملات في مهامها حسب أحجامها. فالعاملات الكبيرات يقطعن السيقان، بينما الصغار يمضغن الأوراق، والأصغر تعتني بالفطريات. يعتبر نمل قاطع الأوراق حساس جدا  للتعرف على تفاعل الفطريات مع المواد النباتية المختلفة، ويبدو أنه يكتشف الإشارات الكيميائية الصادرة عن الفطريات. وإذا وجد أن نوعًا معينًا من الأوراق سام للفطر، فلن تقوم المستعمرة بجمعه بعد ذلك. ويتغذى النمل على مركبات تنتجها فطريات تسمى غونغيليديا. تنتج البكتيريا التكافلية الموجودة على سطح اللنمل الخارجي مضادات حيوية تقتل البكتيريا التي تدخل العش والتي قد تضر الفطريات.

### الملاحة

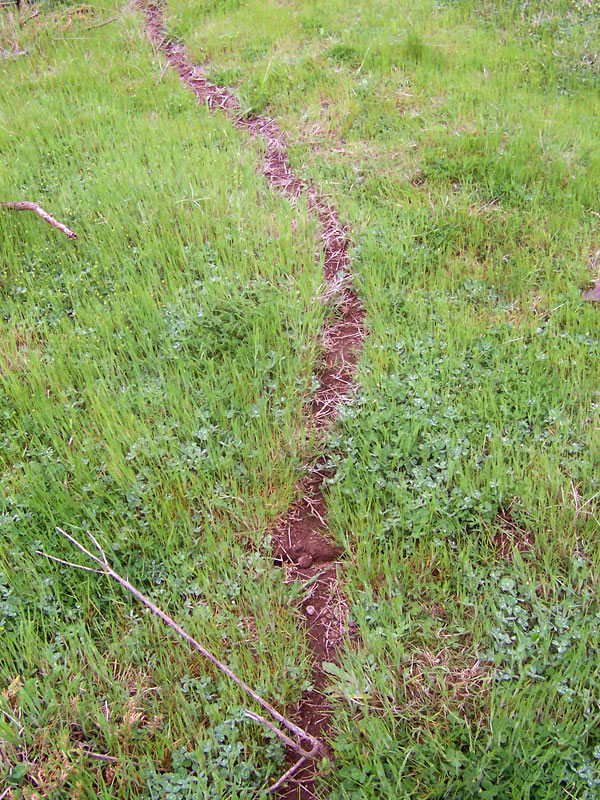
مسلك للنمل

يسافر النمل باحثا عن الطعام لمسافات تصل إلى 200 متر من عشه وتسمح له مسارات الرائحة بالعثور على طريق العودة حتى في الظلام. في المناطق الحارة والقاحلة، يواجه النمل الباحث عن الطعام في النهار الموت بسبب الجفاف، وبالتالي فإن القدرة على العثور على أقصر طريق للعودة إلى العش تقلل من هذا الخطر. يتنقل نمل الصحراء النهاري (Cataglyphis) مثل نمل الصحراء الكبرى من خلال تتبع الاتجاه وإلى المسافة المقطوعة. يتم قياس المسافات المقطوعة باستخدام عداد الخطى الداخلي الذي يحتفظ بعدد الخطوات ومن خلال تقييم حركة الأشياء التي في مجالها البصري (التدفق البصري). ويتم قياس الاتجاهات باستخدام موضع الشمس. وتقوم بدمج هذه المعلومات للعثور على أقصر طريق للعودة إلى عشها. ومثل كل النمل، فإنه يمكنها كذلك الاستفادة من المعالم البصرية عندما تكون موجودة، بالإضافة إلى الإشارات الشمية واللمسية للتنقل. وبعض الأنواع من النمل قاد على استخدام مغناطيسية أرضية للملاحة. تحتوي عيون النمل المركبة على خلايا متخصصة لتكتشف الضوء المستقطب من الشمس، والذي يستخدم لتحديد الاتجاه. وكاشفات الاستقطاب هذه حساسة للمنطقة الفوق البنفسجية من طيف الضوء. في بعض أنواع النمل العسكري، قد تنفصل مجموعة من باحثين الطعام عن الطابور الرئيسي أحيانًا وتشكل ما يسمى طاحونة النمل الدائرية. حيث تستمر العاملات بالدوران حتى تموت من الإرهاق.

### التنقل
العاملات ليس لديهن أجنحة، وتفقد الإناث الإنجابية أجنحتها بعد رحلاات طيران التزاوج من أجل بدء مستعمراتها. لذلك، على عكس أسلافها من الدبابير، فإن معظم النمل يسافر عن طريق المشي. وبعض الأنواع منها عنده القدرة على القفز. على سبيل المثال، نمل جيردون القافز (Harpegnathos saltator) قادرة على القفز من خلال مزامنة حركة أرجلها الوسطى والخلفية. هناك عدة أنواع من النمل المنزلق مثل (نملة السلحفاة العملاقة الشائعة)؛ وقد تكون هذه السمة مشتركة بين النمل الشجري ذو المستعمرات الصغيرة. بهذه الخاصية النمل قادر على التحكم في حركته الأفقية ليتمكن من الإمساك بجذوع الأشجار عندما يسقط من فوق مظلة الغابة.
يمكن لأنواع أخرى من النمل أن تشكل سلاسل لسد الفجوات فوق الماء، أو تحت الأرض، أو من خلال الفراغات في الغطاء النباتي. كما تشكل بعض الأنواع أطوافًا عائمة تساعدها على النجاة من الفيضانات. قد يكون لهذه الأطواف دور في السماح للنمل باستعمار الجزر. النمل المائي (Polyrhachis sokolova) أحد أنواع النمل المتواجدة في مستنقعات المنغروف الأسترالية، حيث يمكنه السباحة والعيش في أعشاش تحت الماء. ونظرًا لافتقارها للخياشيم، فإنها تتنفس من خلال جيوب الهواء المحاصرة في الأعشاش المغمورة.

### التعاون والمنافسة

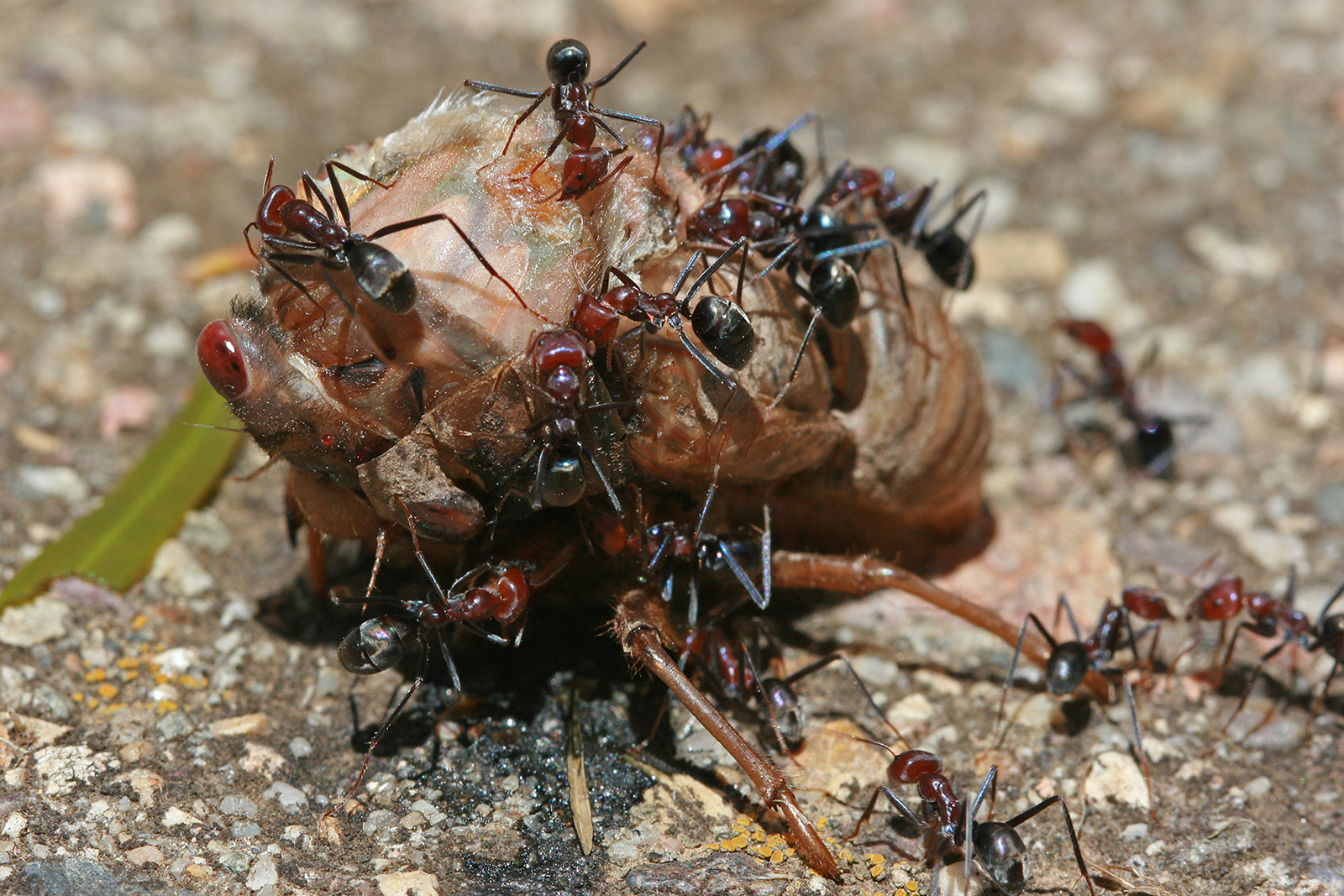
نمل آكل اللحوم يتغذى على الزيز: النمل الاجتماعي يتعاون ويجمع الطعام بشكل جماعي

ليس كل نمل لديه نفس نوع المجتمعات. فنمل الثور يعد من بين أكبر أنواع النمل وأكثرها قاعدية. وهو مثل جميع النمل افتراضيا، فهو اجتماعي، لكن سلوكه الاجتماعي ضعيف التطور مقارنة بالأنواع الأخرى. حيث تصطاد كل فردة منها بمفردها، باستخدام عينيها الكبيرتين بدلاً من الحواس الكيميائية للعثور على الفريسة.
تهاجم بعض الأنواع المستعمرات المجاورة وتستولي عليها. لمتخصص من النمل المستعبد، كنمل الأمازون، غير قادر على إطعام نفسه ويحتاج إلى العاملات المأسورات من أجل البقاء. لقد طورت العاملات المأسورات من أنواع نمل مقسوم الصدر المستعبدة استراتيجية عكسية، حيث تدمر فقط إناث الشرانق من مقسوم الصدر الأمريكي التي تصنع العبيد، ولكن مع الحفاظ على الذكور (الذين لا يشاركون في مداهمة العبيد كبالغين).

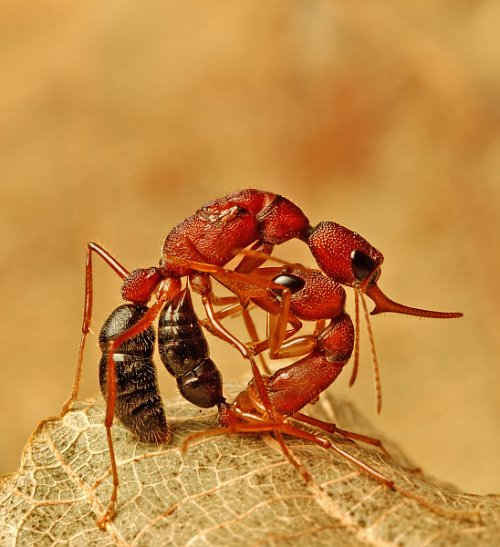
عاملة من النمل القافز (Harpegnathos saltator) تخوض معركة مع ملكة مستعمرة منافسة (في الأعلى)

تتعرف النملة على عشيرتها من خلال الرائحة، التي تأتي من الإفرازات الهيدروكربونية التي تغطي هياكلها الخارجية. وإذا تم فصل النملة عن مستعمرتها الأصلية، فسوف تفقد رائحة المستعمرة في النهاية. ويتم مهاجمة أي نملة تدخل مستعمرة بدون رائحة مطابقة.
يدخل بعض أنواع النمل الطفيلي إلى مستعمرات النمل المضيف ويثبت نفسه كطفيلي اجتماعي؛ والأنواع مثل (Strumigenys xenos) تعتبر طفيلية تمامًا وليس لديها عاملات، ولكنها بدلاً من ذلك تعتمد على الطعام الذي يجمعه مضيفوها من (Strumigenys perplexa). ويُرى هذا النوع من التطفل في العديد من أجناس النمل، لكن النمل الطفيلي عادة ما يكون من الأنواع المرتبطة ارتباطًا وثيقًا بمضيفها. ويتم استخدام أساليب متنوعة لدخول عش النمل المضيف. قد تدخل الملكة الطفيلية العش المضيف قبل أن تفقس الحضنة الأولى، وتثبت نفسها قبل ظهور رائحة المستعمرة. وبعض الأنواع الأخرى تستخدم الفيرومونات لإرباك النمل المضيف أو لخداعه لحمل الملكة الطفيلية إلى العش. ويقاتل البعض  ببساطة في طريقه إلى العش.
يوجد صراع جنسي في بعض أنواع النمل حيث يبدو أن المنتجات يتنافسن على إنتاج سلالة ترتبط بها ارتباطًا وثيقًا قدر الإمكان. والشكل الأكثر تطرفًا يجتهد لإنتاج سلالة نسيلية. وأشد صراع جنسي في النمل الكهربائي (Wasmannia auropunctata)، حيث أن الملكات تنتج إناثا ثنائيات الصيغة الصبغية عن طريق التوالد العذري الأنثوي وتنتج سلالة الذكور عن طريق عملية يتم من خلالها الحصول على بيضة ثنائية الصيغة الصبغية حيث تفقد فيها المساهمة الأمومية لإنتاج ذكور أحادي الصيغة الصبغية مستنسخة من الأب.

### العلاقات مع الكائنات الحية الأخرى

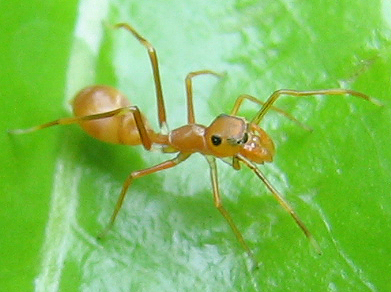
عنكبوت محاكي النمل الحائك الأحمر القافز (في الصورة أنثى) تحاكي النمل الحائك لتجنب الحيوانات المفترسة.

يشكل النمل ارتباطات تكافلية مع مجموعة من الأنواع، ومن ضمنها أنواع النمل والحشرات الأخرى والنباتات والفطريات . كما أنها تتعرض للافتراس من العديد من الحيوانات وحتى من بعض الفطريات. وتقضي بعض أنواع المفصليات جزءًا من حياتها داخل أعشاش النمل، وتفترس النمل ويرقاتها وبيضها، وأحيانا تستهلك مخزون غذاء النمل، أو تتجنب الحيوانات المفترسة. وقد تقود هذه الطفليلية تجانس مع النمل. تختلف طبيعة محاكاة النمل (myrmecomorphy)، مع بعض الحالات التي تنطوي على محاكاة باتيسيان، حيث تقلل المحاكاة من خطر الافتراس. وأخر تظهر بالمحاكاة الواسمانية، وهو شكل من أشكال المحاكاة يُرى فقط في الطفليل.

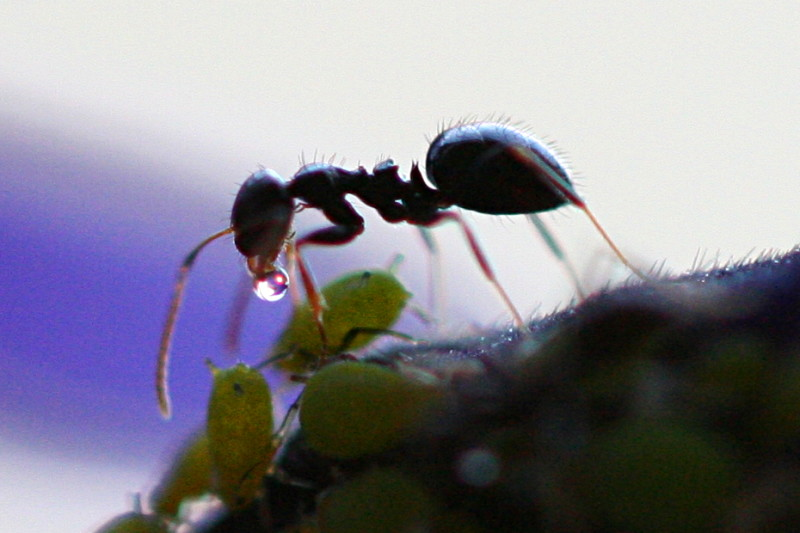
نملة تجمع الندوة العسلية من المن

تفرز حشرات المن ونصفيات الأجنحة الأخرى سائلًا حلوًا يسمى الندوة العسلية، عندما تتغذى على عصارة النبات. وتعتبر السكريات الموجودة في الندوة العسلية مصدرًا غذائيًا عالي الطاقة، حيث تجمعه العديد من أنواع النمل. في بعض الحالات، تفرز حشرات المن الندوة العسلية استجابةً لنقر النمل عليها بقرون استشعارها. ويقوم النمل بدوره بإبعاد الحيوانات المفترسة عن حشرات المن وينقلها من مكان تغذية إلى آخر. وعند الهجرة إلى منطقة جديدة، تأخذ  المستعمرات حشرات المن معها لضمان استمرار إمدادات الندوة العسلية. يعتني النمل أيضًا بالبق الدقيقي لاستخلاص الندوة العسلية. لكن قد يصبح البق الدقيقي آفة خطيرة لفاكهة الأناناس في حالة وجود النمل لحماية البق الدقيقي من أعدائه الطبيعيين.
يقوم النمل بجمع اليسروعات المحبة للنمل من فصيلة الفراشة النحاسية (مثل، الزرقاوات، أو النحاسيات، أو ذوات الخطوط الشعرية)، وتقودها في النهار إلى مناطق التغذية، وتحضرها إلى داخل عش النمل ليلاً. ولليسروعات غدة تفرز الندوة العسلية عندما يقوم النمل بتدليكها. تصدر بعض اليسروعات اهتزازات وأصواتًا يدركها النمل. ويمكن رؤية تكيف مماثل لذلك في الفراشات النطاطة الرمادية التي تصدر اهتزازات عن طريق توسيع أجنحتها من أجل التواصل مع النمل، الذي يعتبر مفترس طبيعي لهذه الفراشات. وقد تطورت يسروعات أخرى من محبة للنمل إلى آكلة للنمل: تفرز هذه اليرقات المفترسة للنمل فرمونًا يجعل النمل يتصرف كما لو كانت اليسروعة إحدى يرقاته. يتم بعد ذلك أخذ اليسروعة إلى عش النمل حيث تتغذى على يرقات النمل. تم العثور على عدد من البكتيريا المتخصصة على شكل معايشات جوانية في أحشاء النمل. تنتمي بعض البكتيريا السائدة إلى رتبة الهيبوميكروبيات التي تُعرف بكونها تكافلية مثبتة للنيتروجين في البقوليات، لكن الأنواع الموجودة في النمل تفتقر إلى القدرة على تثبيت النيتروجين. يزرع نمل الفطر مثل النمل قاطع الأوراق أنواعًا معينة من الفطريات في الجنسين (Leucoagaricus) أو (Leucocoprinus) من فصيلة الغاريقونية. وفي هذه العلاقة المتبادلة للنمل مع الفطريات، يعتمد كلاهما على بعضهما البعض من أجل البقاء. وطورت نملة (Allomerus decemarticulatus) ارتباط ثلاثي مع كل من النبات المضيف (Hirtella physophora) من فصيلة البلوطية الذهبية، والفطر اللزج الذي يستخدم لاصطياد الفرائس من الحشرات.

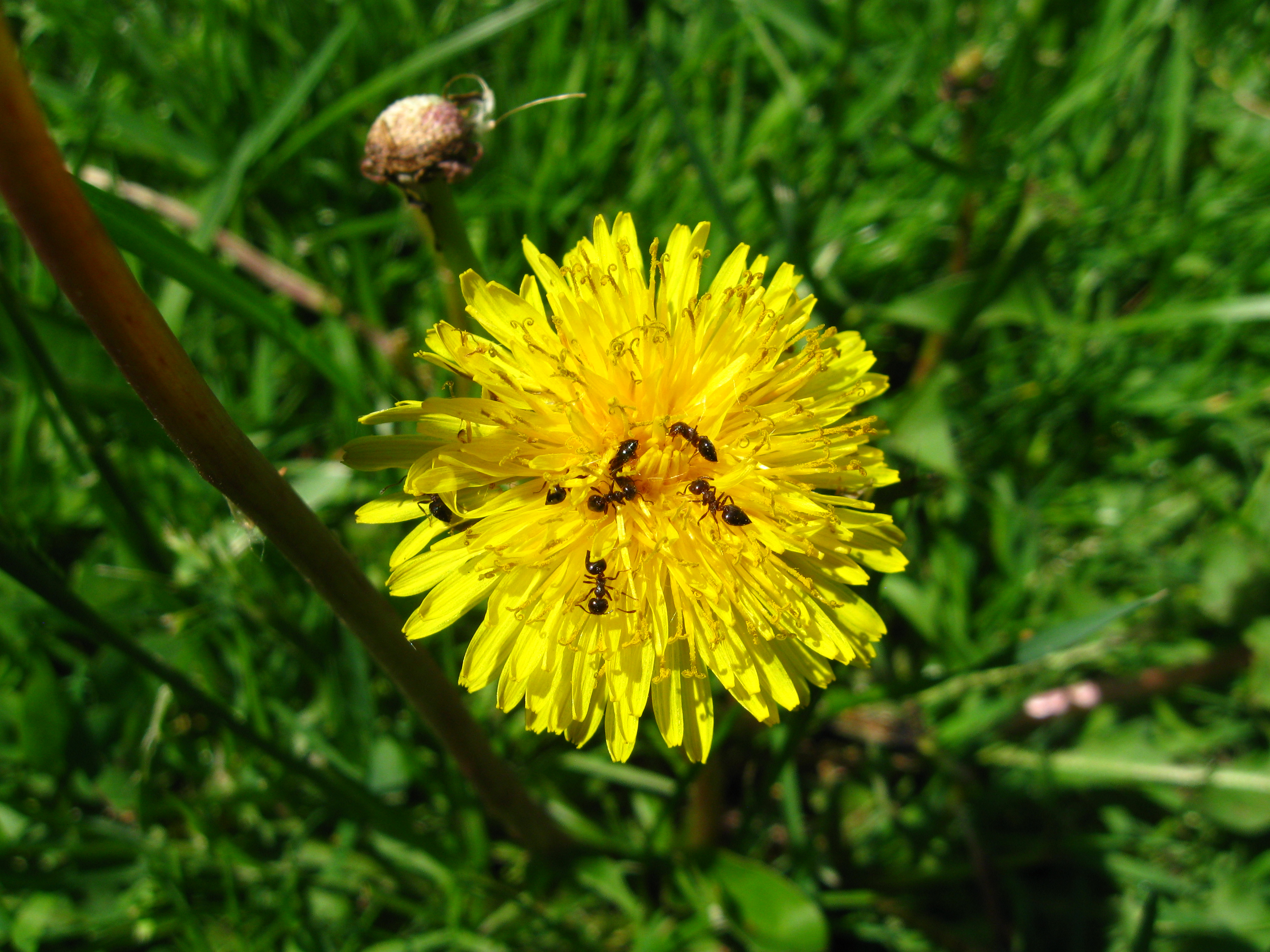
قد يحصل النمل على الرحيق من زهور مثل نبات الهندباء، لكن نادرًا ما يقوم بتلقيح الزهور.

يصنع نمل الليمون حدائق الشيطان عن طريق قتل النباتات المحيطة بلسعاتها وترك رقعة نقية من أشجار نمل الليمون (دورويا المشعرة). يوفر تعديل الغابة للنمل المزيد من مواقع التعشيش داخل سيقان أشجار الدورويا. على الرغم من أن بعض النمل يحصل على الرحيق من الزهور، إلا أن التلقيح بواسطة النمل نادر نوعا ما، والمثال على ذلك هو تلقيح زهرة الأوركيد الأرنبية التي تحفز ذكور نمل الثور القزم على التزاوج الكاذب مع الزهور، وبالتالي نقل حبوب اللقاح. وأحد النظريات التي تدور حول ندرة التلقيح هي أن إفرازات الغدة الجنبية تعطل وتقلل من صلاحية حبوب اللقاح. تحتوي بعض النباتات على هيكل خاص يفرز الرحيق، وهي غدد رحيقية خارج الزهرة، توفر الغذاء للنمل، والذي بدوره يحمي النبات من الحشرات العاشبة الأكثر ضررًا. تحتوي بعض الأنواع مثل سنط قرن الثور (Acacia cornigera) في أمريكا الوسطى على أشواك مجوفة تؤوي مستعمرات من نمل السنط اللاذع (Pseudomyrmex Ferruginea) الذي يدافع عن الشجرة ضد الحشرات، والثدييات التي ترعى، وكروم النباتات المتعلقة. وتشير دراسات الوسم النظيري إلى أن النباتات تحصل أيضًا على النيتروجين من النمل. وفي المقابل، يحصل النمل على الغذاء من الأجسام البلتية الغنية بالبروتين والدهون. في جزيرة فيجي، يعرف نمل (Philidris nagasau) (طويلات الرقبة) بأنه من الأنواع التي تنمو بشكل انتقائي من النبات الهوائي (Squamellaria) من الفصيلة الفَويّة التي تصنع تجاويف كبيرة تعشش بداخلها مستعمرات النمل. ويزرع النمل البذور ثم يحتل تجاويف الشتلات الصغيرة على الفور ويساهم براز النمل الموجود فيها على النمو السريع. وجدت كذلك روابط أنتشار مماثلة مع فصيلة (Dolichoderinae) فرعية أخرى في المنطقة. وهناك مثال آخر على هذا النوع من التكافل الخارجي يأتي من شجرة الماكارانجا، التي تتكيف سيقانها لتؤوي مستعمرات لنمل القديس فالنتين.
تحتوي أنواع عديدة من النباتات على بذور تتكيف بالانتشار بواسطة النمل. إن انتشار البذور بواسطة النمل يكون على نطاق واسع، وتشير التقديرات الجديدة إلى أن ما يقرب من 9% من أنواع النباتات قد يكون لها مثل هذه الارتباطات بالنمل. غالبًا ما يقوم النمل الذي ينشر البذور بالنشر الموجه، حيث يضع البذور في مواقع تزيد من احتمالية بقاء البذور لتنبت. وتعتمد بعض النباتات في البيئات القاحلة المعرضة للحرائق بشكل خاص على النمل من أجل بقائها وانتشارها حيث يتم نقل البذور إلى مكان آمن تحت الأرض. تحتوي البذور التي ينشرها النمل على هيكل خارجي خاص، وجسم زيتي، التي يبحث عنها النمل كغذاء. يمكن للنمل تغيير معدل التحلل ودورة المغذيات في عشه بشكل كبير جدا.  ومن خلال انتشار البذور بواسطة النمل وتعديل ظروف التربة، فإن النمل يغير بشكل كبير الغطاء النباتي ودورة المغذيات في النظام البيئي المحيط.
يمكن ملاحظة التقارب في بيض الحشرات العصوية، ربما كشكل من أشكال المحاكاة. تتمتع هذه الحشرات ببنية تشبه الجسم الزيتي الصالح للأكل، ويتم نقلها إلى عش النمل حيث تفقس الصغار.

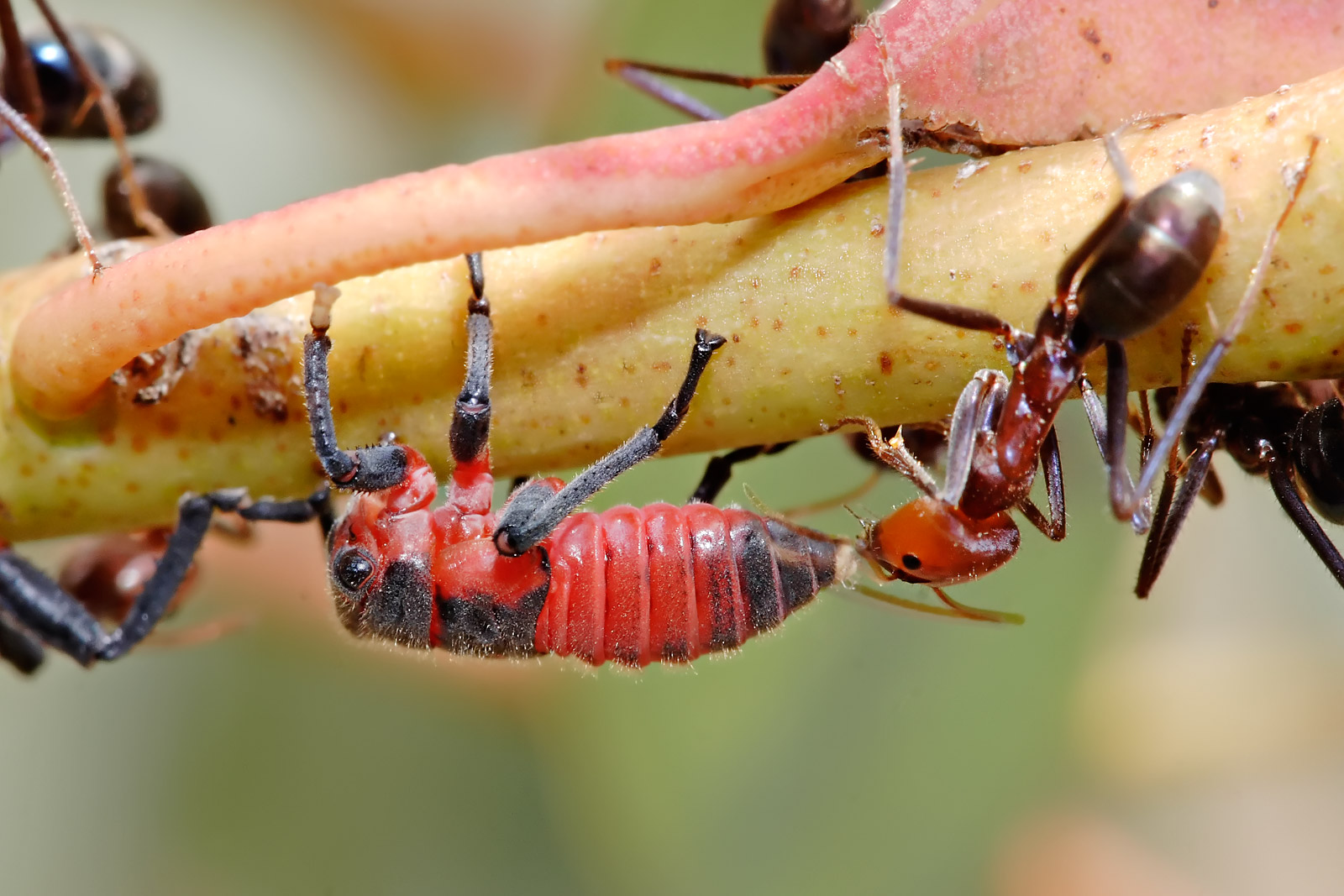
نملة لحم تعتني بحورية قافزة الأوراق الشائعة.

معظم النمل مفترس وبعضه يفترس ويحصل على طعام الحشرات الاجتماعية الأخرى بما فيها النمل الآخر. تتخصص بعض الأنواع في افتراس النمل الأبيض (البونيرة الضخمة والبونيرة الحديثة) بينما يفترس النمل المحارب النمل الآخر. يشكل بعض النمل الأبيض، بما في ذلك النمل الأبيض المخروطي الرأس، ارتباطات مع أنواع معينة من النمل لإبعاد أنواع النمل المفترسة. تغطي الدبابير الاستوائية (Mischocyttarus drewseni) سويقة عشها بمادة كيميائية طاردة للنمل. يعتقد أن العديد من الدبابير الاستوائية قد تبني أعشاشها في الأشجار وتغطيها لحماية نفسها من النمل. ودبابير أخرى مثل (Agelaia multipicta) تدافع ضد النمل عن طريق تفجيرها بعيدًا عن العش بنبضات من طنين الأجنحة. تستخدم النحلات عديمة اللسع (التريغونا والزمعة) دفاعات كيميائية ضد النمل.
يتغذى ذباب العالم القديم من جنس البنغاليا (الخوتعيات) على النمل وهي طفيليات تسرق الفريسة أو الحضنة من فكوك النمل البالغ. تعيش الإناث عديمة الأجنحة والأرجل من ذباب السارقات الماليزية (Vestigipoda myrmolarvoidea) في أعشاش النمل من جنس اينيكتوس (Aenictus) ويتولى النمل رعايتها.

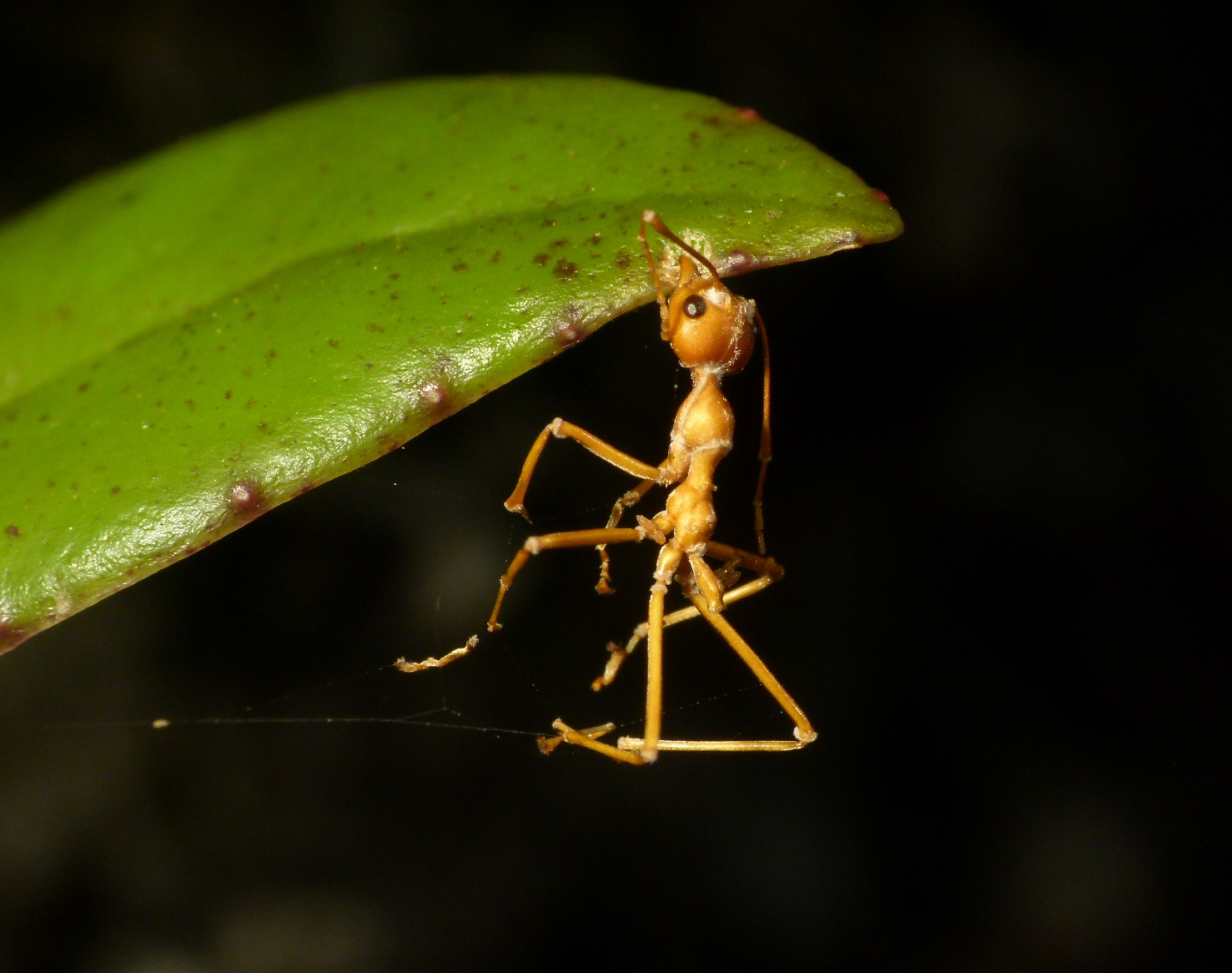
نملة الحائك الزمردية قتلت بواسطة فطر

يصاب النمل بفطريات هراوي الرأس وهراوي الرأس الثعباني، ويتفاعل مع إصابتها بالعدوى عن طريق تسلق النباتات وغرس فكيها في أنسجة النبات. ثم يقتل الفطر النمل وينمو على بقاياه وينتج ثمرة بوغية. ويبدو أن الفطر يغير سلوك النملة للمساعدة في نشر بويغاتها في بيئة دقيقة تناسب الفطر بشكل أفضل. وتتلاعب طفيليات من ملتويات الأجنحة أيضًا بمضيفها النمل لتسلق سيقان العشب، لمساعدة الطفيلي في العثور على شريك.
تتسبب الدودة الخيطية (Myrmeconema neotropicum) التي تصيب نمل المظلة (Cephalotes atratus) في تحول لون معدة العاملات السوداء إلى اللون الأحمر. كما تعمل الطفيليات على تغيير سلوك النملة، مما يجعلها تحمل المعدة عاليا. وتظهر المعدة الحمراء كفاكهة (الهييرونيما ألقرنية) ناضجة فتخطئ الطيور فتأكلها. فتجمع النملات الأخرى ذرق الطيور وتطعمها لصغارها، مما يؤدي إلى انتشار الدودة الخيطية بشكل أكبر.

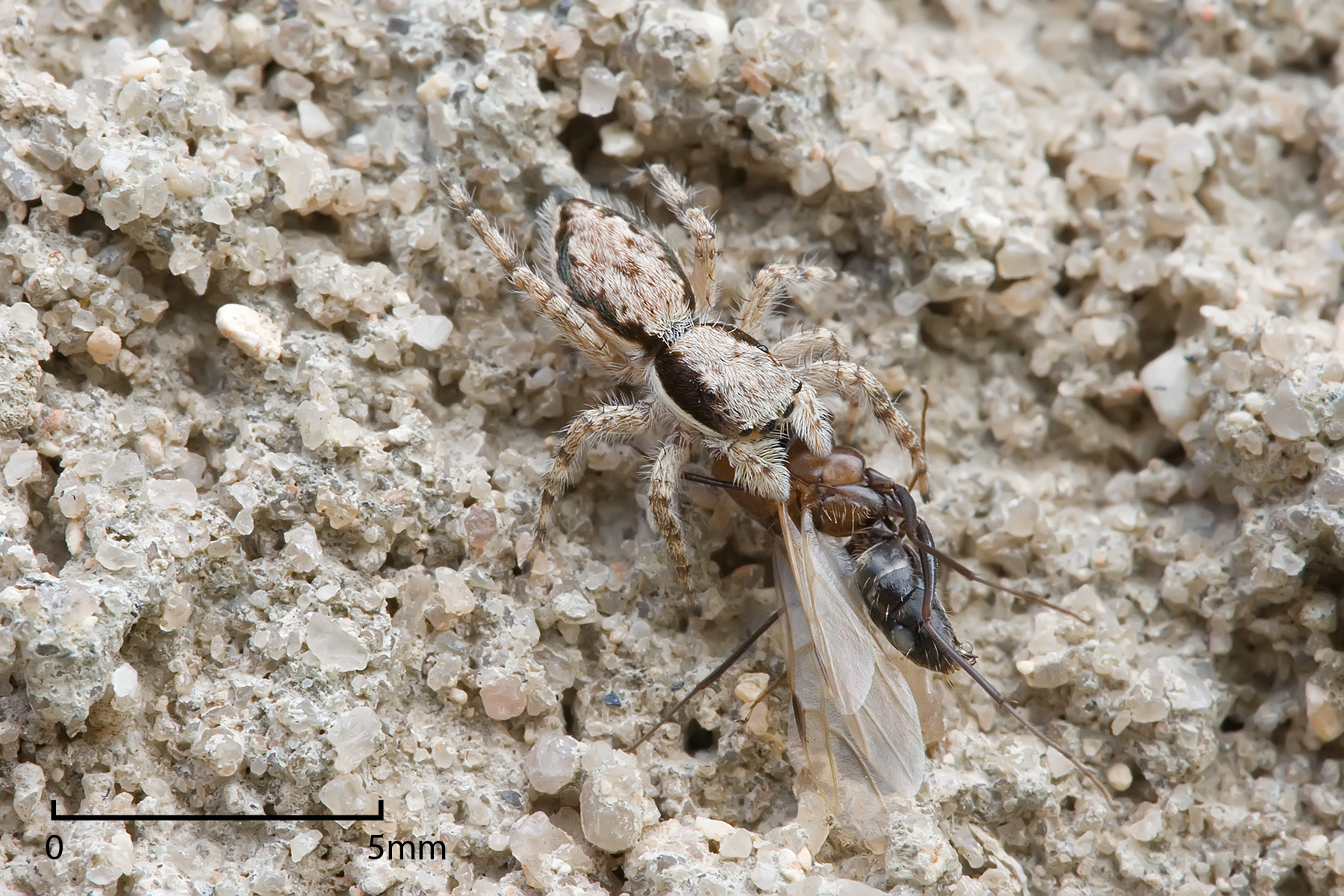
تتغذى العناكب (مثل العنكبوت القافز Menemerus) أحيانًا على النمل

أظهرت دراسة أجريت على مستعمرات نمل البلوط المجنون في ألمانيا أن العاملات المصابات بالدودة الشريطية (Anomotaenia brevis) (النمل هو العائل الوسيط، أما العائل النهائي فهي طيور نقار الخشب) يعشن لفترة أطول بكثير من العاملات الغير المصابات، كما أن معدل الوفيات لديهن أقل، وهو مماثل لمعدل الوفيات لدى الملكات من نفس النوع، والتي تعيش لمدة تصل إلى عقدين من الزمن.
تتغذى ضفادع السم في أمريكا الجنوبية من جنس (Dendrobates) بشكل أساسي على النمل، وقد تكون مصادر السموم الموجودة في جلدها من النمل.
يهاجم نمل الجيش في طابوره الطويل، ويتغذى على أي حيوان في مساره وغير قادر على الهروب. في أمريكا الوسطى والجنوبية، يعد نمل خيفود بورشالي النمل المحتشد الذي ترافقه طيور تتبع النمل مثل طائر النمل ومتسلقات الخشب. كان هذا السلوك يُعتبر تكافل تبادلي، لكن الدراسات اللاحقة وجدت أن الطيور طفيلية. تعد الطفيليات السارقة المباشرة (الطيور تسرق الطعام من قبضة النمل) نادرة وقد لوحظت في حمام الإنكا التي تلتقط البذور عند مداخل العش أثناء نقلها بواسطة أنواع من النمل الحاصد. تأكل طيور تتبع النمل العديد من الحشرات المفترسة وبالتالي تقلل من نجاح النمل في البحث عن الطعام. تنغمس الطيور في سلوك غريب يسمى التنميل، وهو سلوك غير مفهوم تمامًا حتى الآن. تستريح الطيور على أعشاش النمل، أو تلتقط النمل ووتفركه على أجنحتها وريشها؛ قد تكون هذه وسيلة لإزالة الطفيليات الخارجية من الطيور.
تمتلك كل من آكلات النمل، وخنزير الأرض، وآكلات النمل الحرشفية، وآكلات النمل الشوكي، وآكلات النمل الجرابية تكيفات خاصة للعيش على نظام غذائي من النمل. وتتضمن هذه التكيفات ألسنة طويلة ولزجة لالتقاط النمل ومخالب قوية لاقتحام أعشاش النمل. وقد وجد أن الدببة البنية (Ursus arctos) يتغذى على النمل. ويتكون حوالي 12% و16% و4% من حجم برازه في الربيع والصيف والخريف على التوالي من النمل.

## العلاقة مع البشر

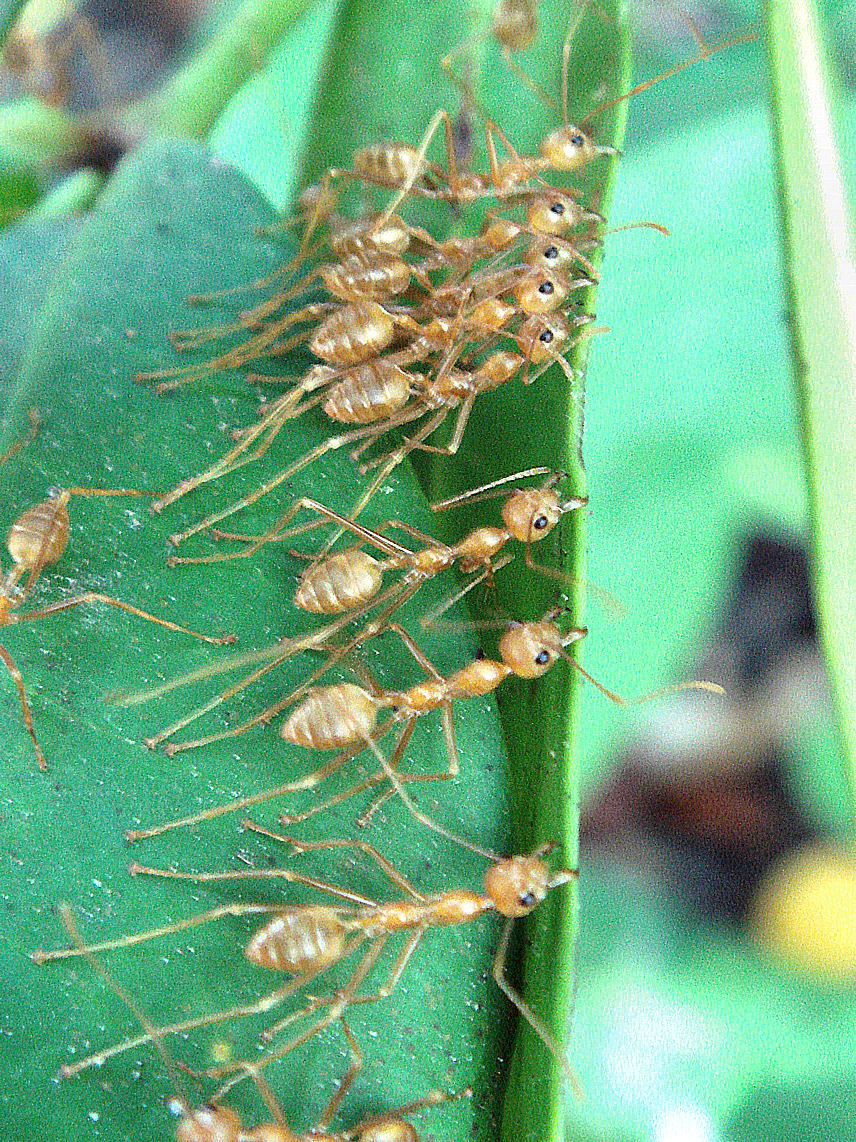
يتم استخدام النمل الحائك كوسيلة للمكافحة البيولوجية في زراعة الحمضيات في جنوب الصين.

للنمل الكثير من الأدوار البيئية المفيدة للإنسان، تشمل قمع الآفات وتهوية التربة. يعتبر استخدام النمل الحائك في زراعة الحمضيات في جنوب الصين أحد أقدم التطبيقات المعروفة للمكافحة البيولوجية. ومن ناحية أخرى، قد يصبح النمل مصدر إزعاج عندما يغزو المباني أو يتسبب في خسائر اقتصادية.
في بعض أجزاء العالم (خاصة أفريقيا وأمريكا الجنوبية)، يستخدم النمل الكبير، وخاصة نمل الجيش، كخيوط جراحية. يتم وضع النملة على جانبي الجرح المفتوح، وتقبض النملة على حواف الجرح بفكيها وتثبته في مكانه، يتم بعد ذلك قطع الجسم ويبقى الرأس والفكين في مكانهما لإغلاق الجرح. وكان الجراحون المحليون يستخدمون رؤوس نمل قاطع الأوراق الكبيرة في إغلاق الجروح.
بعض أنواع النمل لها مادَّةٌ سامَّة ولها أهمية طبية. وتشمل الأنواع النمل الأمازوني العملاق ونمل الرصاصة في أمريكا الجنوبية ونمل الثور في أستراليا.
في جنوب إفريقيا، يُستخدم النمل للمساعدة في حصاد بذور الرويبوس (Aspalathus linearis)، وهو نبات يستخدم في صنع شاي الأعشاب. حيث ينشر النبات بذوره على نطاق واسع، مما يجعل جمعه يدويًا أمرًا صعبًا. ويجمع النمل الأسود هذه البذور وغيرها وتخزنها في عشها، حيث يستطيع الإنسان جمعها بكميات كبيرة. ويمكن جمع ما يصل إلى 200 جرام من البذور من كومة نمل واحدة.

## وصلات خارجية
- صور جيش النمل من ناشيونال جيوغرافيك العربية
- وAntweb من أكاديمية كاليفورنيا للعلوم
- AntBlog موقع مخصص لدراسة مستعمرات النمل
- AntBase -- قاعدة بيانات تصنيفية مع مصادر الأدب
- BugGuide
- المشروع العالمي النملة
- النافاجو النملة المشروع
- المادة على النمل
- mp3 أصوات معينة صادرت من نمل